# Great Western Railway

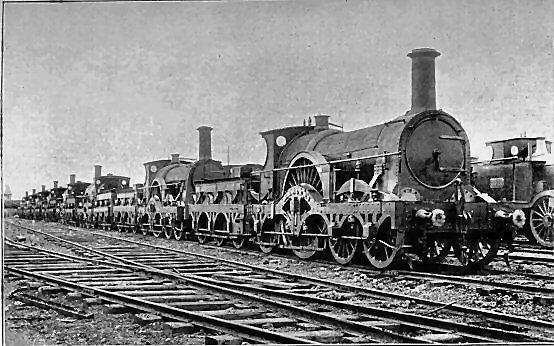
Ширококолейные паровозы Great Western Railway ожидают утилизации после перевода дороги на стандартную колею в 1892 году

Большая западная железная дорога (англ. Great Western Railway, GWR) — английская железная дорога, связывавшая Лондон с Юго-Западной, Западной Англией, Западным Мидлендсом и Уэльсом. Компания входила в Большую четвёрку Британских железнодорожных компаний.
Дорога основана в 1833 году, получила парламентский Акт-разрешение 31 августа 1835 года, первые поезда по ней пошли в 1838 году, первый маршрут Лондон—Бристоль был полностью открыт в 1841 году. Строительством руководил инженер Изамбард Кингдом Брюнель, выбравший для дороги широкую колею 7 футов (2100 мм). Последние участки широкой колеи были перешиты на стандартную только в 1892 году.
GWR единственная из всех старых железнодорожных компаний сохранилась при укрупнении британских железных дорог по Акту 1921 года (к ней были присоединены некоторые другие дороги) и просуществовала до национализации железных дорог в 1948 году, после чего влилась в состав британских железных дорог.
Расхожими расшифровками аббревиатуры GWR стали, с одной стороны, англ. God's Wonderful Railway — «чудо господне», а с другой — англ. Great Way Round — «большой крюк». Также она была известна под прозвищем англ. Holiday Line — «летняя линия», потому что многие путешествовали по ней на курорты Ла-Манша, Бристольского пролива, Девона (Торки), Сомерсета (Майнхед) и Корнуолла (Ньюквей и Сент-Айвс).
Паровозы, в том числе построенные на собственном заводе компании Swindon Works, носили брансвикскую зелёную ливрею, пассажирские вагоны большую часть времени — двухцветную окраску «какао со сливками», товарные вагоны были красные, а затем серые средней плотности. Компания впервые в Англии применила большие и потому более экономичные товарные вагоны.
Среди поездов дальнего следования GWR знамениты экспрессы «Летучий голландец», «Корнуоллская ривьера» и «Челтенхэм Спа». Множество пригородных и сельских маршрутов обслуживали поезда, паровые вагоны и автомотрисы.
GWR имела собственные паромные переправы в Ирландию и на острова Ла-Манша, автобусные маршруты, с другими дорогами Большой четвёрки основала в 1934 году компанию «Железнодорожные авиаперевозки», владела судами, каналами, доками и гостиницами.

## История

### Образование

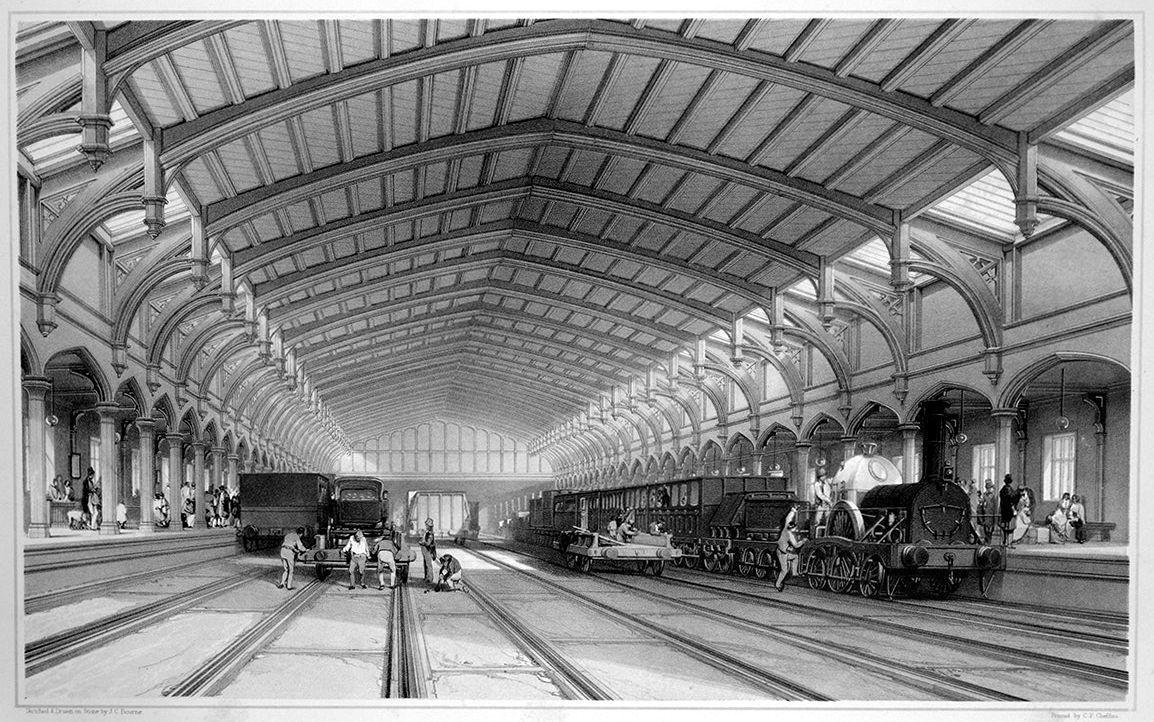
Дебаркадер станции Темпл-Мидс — первого бристольского терминала компании, автор проекта — И. К. Брюнель. Образец ложного молоткового свода.

Большая западная железная дорога родилась из желания бристольских торговцев удержать позиции второго порта в стране и основного пункта торговли с Америкой. Рост размеров судов и одновременно обмеление реки Эйвон перетягивали грузопоток в Ливерпуль, а строительство железной дороги Ливерпуль—Лондон в 1830-е годы грозило подорвать позиции Бристоля окончательно. Бристольцы со своими лондонскими контрагентами решили построить свою железную дорогу, притом высочайшего класса, чтобы превзойти северо-западные линии.
Компания была основана в Бристоле 21 января 1833 года. 27-летний Изамбард Кингдом Брюнель 7 марта того же года был назначен главным инженером. Название Great Western Railway принято 19 августа 1833 года, компания утверждена Парламентом в Акте от 31 августа 1835-го.

### Маршрут
Для Брюнеля это был первый крупный контракт. Он принял два спорных решения: прежде всего, применил широкую колею 7 футов (2100 мм), посредством которой мог вынести колёса из-под вагонов, увеличить их диаметр и обеспечить более спокойный и плавный ход на больших скоростях. Во-вторых, он проложил маршрут севернее Североуэссекских холмов, где не было значительных поселений, зато была возможность соединения с Оксфордом и Глостером. Линия, таким образом, не пролегала по кратчайшему маршруту к Бристолю.
Брюнель лично произвёл геодезическую съёмку всего маршрута от Лондона до Бристоля, среди его многочисленных помощников в этом деле был его солиситор Иеремия Осборн из бристольской конторы Osborne Clarke, который однажды вёз Брюнеля в лодке по Эйвону для съёмки берегов.
Важную роль играл тогда молодой инженер Джордж Томас Кларк, который взялся за два участка дороги, в том числе мосты через Темзу у Гейтхэмптона (Нижний Бэзилдон) и Моулсфорда и станцию Паддингтон.. Участие в масштабных земляных работах удовлетворяло интерес Кларка к геологии и археологии, и он анонимно опубликовал два путеводителя по дороге, из которых один был иллюстрирован литографиями Джона Кука Бурна. В другом Кларк раскритиковал методы Брюнеля вообще и широкую колею в частности.

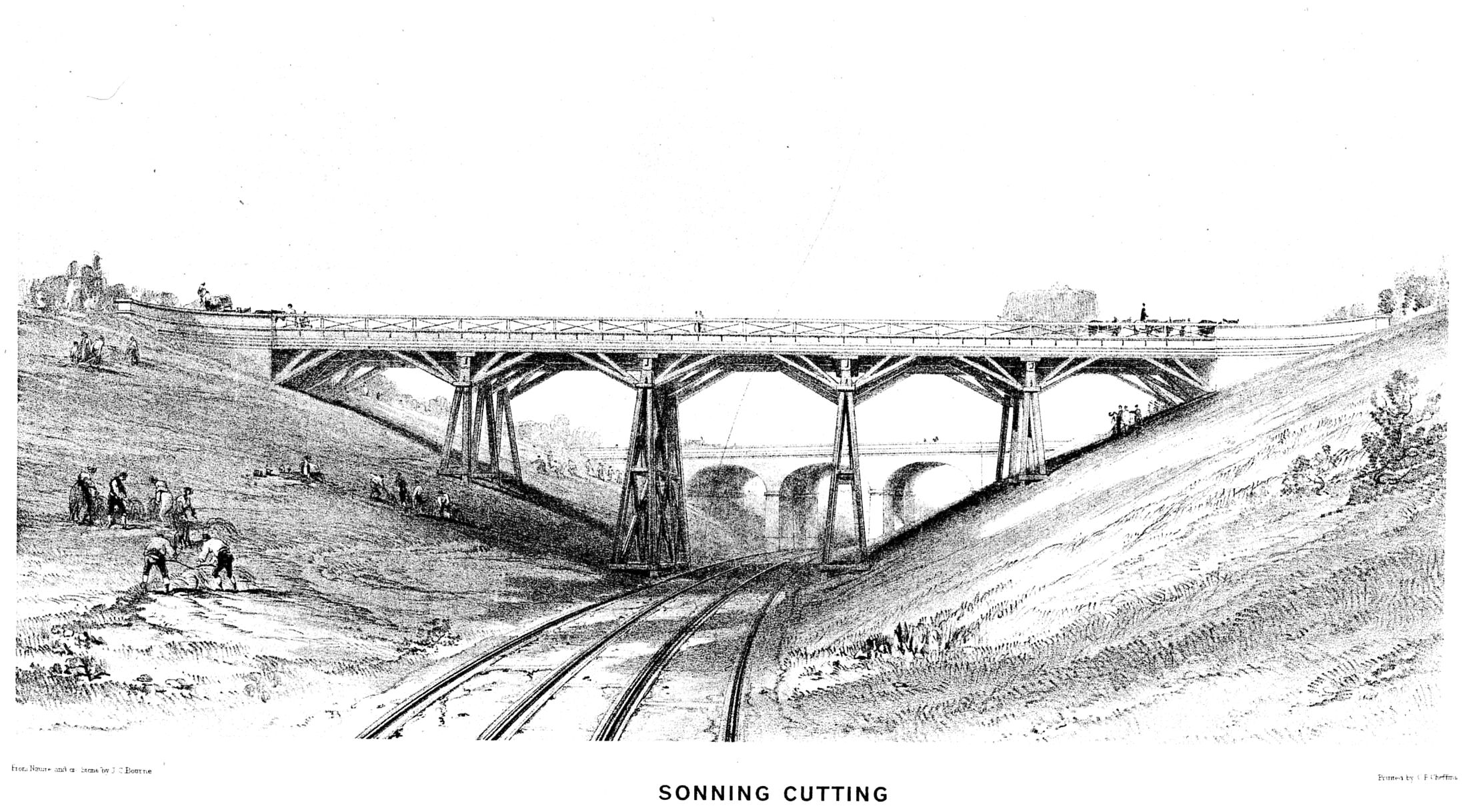
Выемка у деревни Соннинг (Беркшир, 1846)

Первые 221⁄2 мили (36 км) дороги от Паддингтона до станции Мэйденхед открылись 4 июня 1838 года. С постройкой Мэйденхедского железнодорожного моста 1 июля 1839 года линия протянулась до Туайфорда, 30 марта 1840 года через глубокую выемку у деревни Соннинг достигла Рединга. Через два года в выемке случилась трагедия: товарный поезд въехал в оползень и 10 пассажиров, находившихся в открытых вагонах, погибли. Из-за этой катастрофы Парламент принял Акт о регулировании железных дорог 1844 года, обязавший железнодорожные компании перевозить людей только в пассажирских вагонах.
1 июня 1840 года открылся следующий участок, от Рединга до Стивентона, дважды пересекавший Темзу. 20 июля открылся участок длиной 71⁄4 миль (12 км) до станции Фарингдон-роуд. Тем временем 31 августа 1840 года навстречу из Бристоля построили и открыли 111⁄2 миль (19 км) пути до станции Бат.

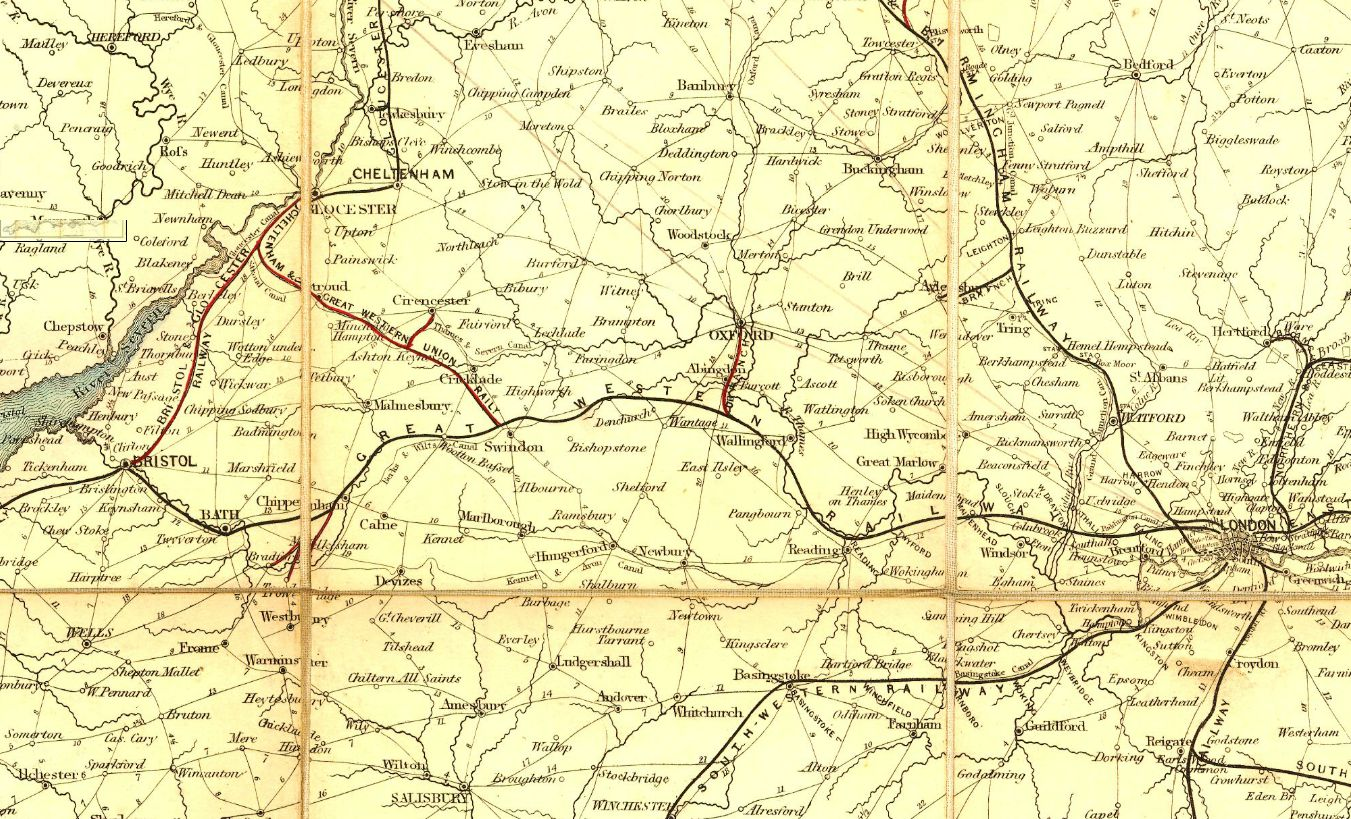
Трасса GWR на карте Чеффинса (1850). Ясно видел объезд к северу от Рединга.

17 декабря 1840 года линия из Лондона достигла временной конечной станции Вуттон-Бассет-роуд западнее Суиндона и длины 80,25 мили (129 км), считая от Паддингтона. 31 мая 1841 года открылся участок от Вуттон-Бассет-роуд до Чиппенхэма и станция Суиндон-узловая, к которой присоединялась Челтенхэмская и Большая западная соединительная дорога (C&GWUR) к городу Сиренчестер. Это была независимая от GWR железная дорога, по которой ходили поезда GWR, как и по железной дороге Бристоля и Эксетера (B&ER), первый участок которой Бристоль—Бриджуотер открылся 14 июня 1841 года. Главный ход GWR ожидал постройки тоннеля длиной 1,825 мили (2,94 км) до 30 июня 1841 года. С этого дня было открыто сквозное движение по линии длиной 152 мили (245 км) от Паддингтона до Бриджуотера. В 1851 году GWR купила своего конкурента на маршруте Лондон—Рединг—Бат—Бристоль — канал Кеннета и Эйвона.
Большая западная железная дорога была тесно связана с C&GWUR, B&ER и другими дорогами широкой колеи. железная дорога Южного Девона в 1849 году протянула широкую колею до Плимута, откуда в 1859 году Cornwall Railway перебросила мост Альберта в Корнуолл и в 1867 году достигла Пензанса на железной дороге Западного Корнуолла, уложенной стефенсоновской колеёй (в тогдашних терминах «узкой»). В 1850 году открылась на протяжении от Чипстоу до Суонси железная дорога Южного Уэльса, присоединившаяся к GWR посредством брюнелевского моста в 1852 году. В 1856 году она добралась до Нейланда, где открылся трансатлантический порт.
Прямой связи Лондона с Уэльсом не было, потому что эстуарий Северна был слишком широк, и поезда шли длинным обходным путём через Глостер, где через реку можно было перебросить мост. В 1873 году начали копать Севернский тоннель, но неожиданно встретившиеся подземные воды задержали его постройку до 1886 года.

### Колейные войны

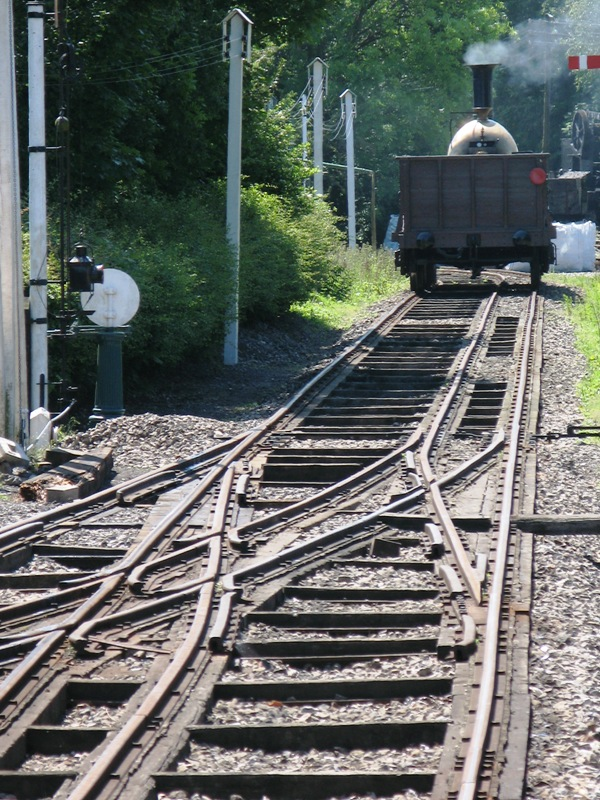
Ширококолейный паровоз на комбинированной колее

Брюнель разработал свою 7-футовую колею в 1835 году. Позднее он прибавил ещё ¼ дюйма, вероятно, для того, чтобы уменьшить трение в кривых, получилась колея шириной 7 ф. 1/4 д. (2140 мм), или «брюнелевская».
В 1844 году открылась ширококолейная железная дорога Бристоля и Глостера, но до Глостера уже добралась стефенсоновская колея железной дороги Бирмингема и Глостера. Из-за несовместимой колеи на маршруте Север—Юго-Запад всех пассажиров приходилось пересаживать, а все товары перегружать с поезда на поезд. Так началась колейная война, в ходе которой Парламент назначил Колейную комиссию. В 1846 году комиссия стала на сторону нынешней стандартной колеи, запретив Актом 1846 года применение ширококолейных дорог в других районах, нежели Юго-Западная Англия и Уэльс, то есть широкая колея дозволялась только рядом с сетью GWR.
Все остальные железные дороги Великобритании должны были использовать стандартную колею. В 1846 году Мидлендская железная дорога выкупила и в 1854 году перешила дорогу Бристоля и Глостера на стандартную колею, отодвинув колейный стык на станцию Темпл-Мидс, на которой был устроен комбинированный трёхрельсовый путь.
Соревнуясь с Мидлендской и Лондонской и Северо-западной дорогами, GWR пошла в Западный Мидлендс, достигнув в 1852 году Бирмигема через Оксфорд и в 1854-м — Вулвергэмптона, самых северных пунктов, которых достигла широкая колея. В том же году GWR соединилась с железными дорогами Шрусбери и Бирмингема и Шрусбери и Честера, обеими стандартной колеи, поэтому линия GWR к северу от Оксфорда была комбинированной.
К концу 1856 года комбинированная колея дошла от Оксфорда к югу до Бэзингстока, что позволяло поездам с севера добираться до южного побережья через систему Лондонской и Юго-западной железной дороги (LSWR) без перегрузки.
| Исходные данные | Исходные данные   | Исходные данные   | Исходные данные     |
| на 31 декабря   | Широкой           | Комбинированной   | Стандартной         |
| --------------- | ----------------- | ----------------- | ------------------- |
| 1851            | 269 миль (433 км) | 3 мили (5 км)     | 0 миль (0 км)       |
| 1856            | 298 миль (480 км) | 124 мили (200 км) | 75 миль (121 км)    |
| 1861            | 327 миль (526 км) | 182 мили (293 км) | 81 миля (130 км)    |
| 1866            | 596 миль (959 км) | 237 миль (381 км) | 428 миль (689 км)   |
| 1871            | 524 мили (843 км) | 141 миля (227 км) | 655 миль (1054 км)  |
| 1876            | 268 миль (431 км) | 274 мили (441 км) | 1481 миля (2383 км) |
| 1881            | 210 миль (340 км) | 254 мили (409 км) | 1674 мили (2694 км) |
| 1886            | 187 миль (301 км) | 251 миля (404 км) | 1918 миль (3087 км) |
| 1891            | 171 миля (275 км) | 252 мили (406 км) | 1982 мили (3190 км) |

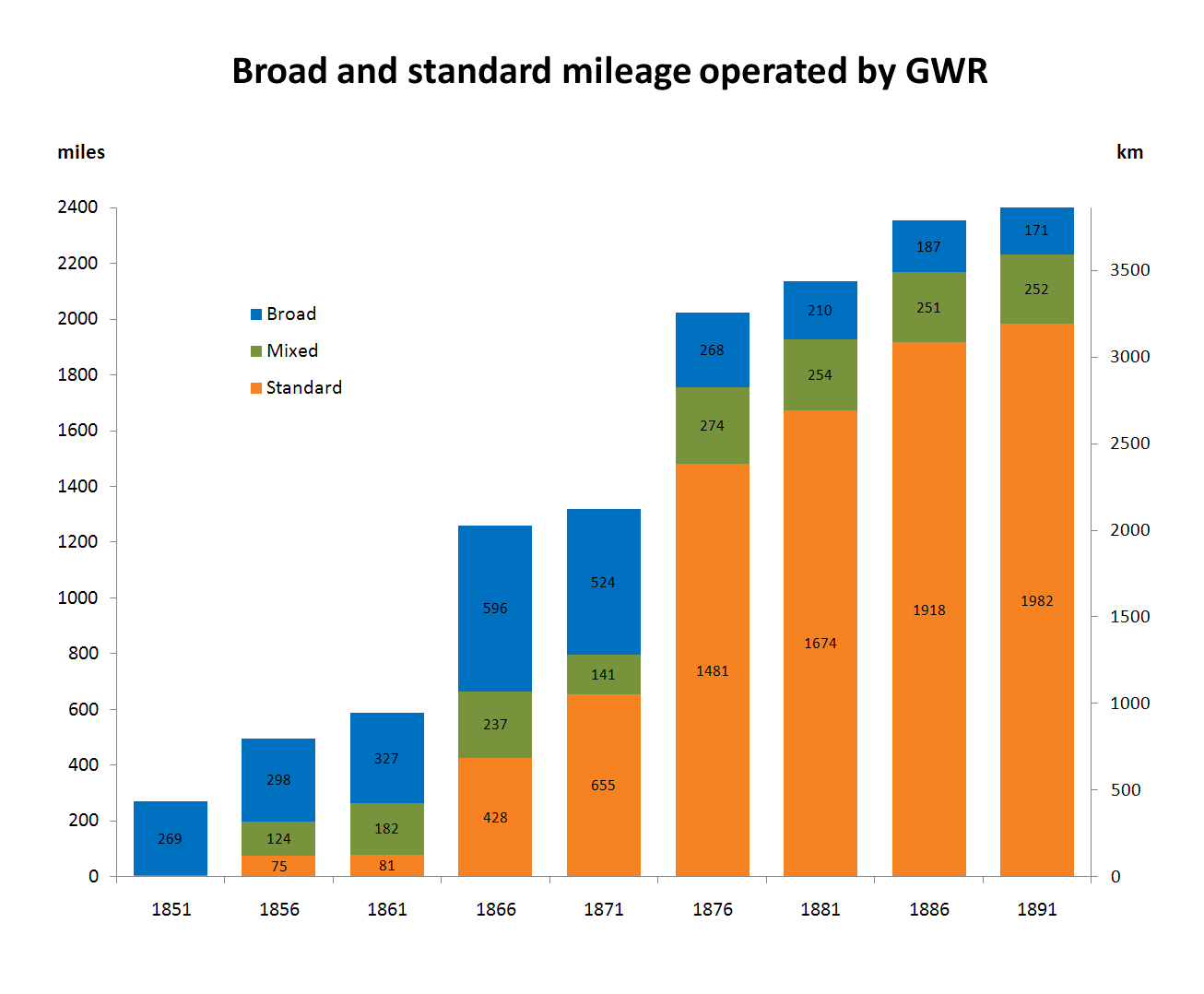
Длина путей GWR широкой и стандартной колеи. Легенда:
• широкая колея показана синим (сверху)
• комбинированная – зелёным (посредине)
• стандартная – оранжевым (внизу)

Линия к Бэзингстоку была первоначально построена компанией Berks and Hants Railway ширококолейной, чтобы не пустить узкоколейную LSWR в сферу влияния GWR, но в 1857 году GWR и LSWR открыли совместную линию к Веймуту на южном побережье. Дальше к западу LSWR захватила ширококолейные железные дороги Эксетера и Кредитона и Северного Девона и стандартноколейную железную дорогу Бодмина и Уэйбриджа.
Но эти далёкие линии полноценно присоединились к сети LSWR лишь через несколько лет, и в это время движение по ним осуществляла GWR со своими сателлитами.
Колейная война была проиграна GWR, в 1861 году на Паддингтонский вокзал пришла комбинированная колея, в результате чего стало возможно сквозное движение от Лондона до Честера. В 1862 году к GWR присоединилась ширококолейная железная дорога Южного Уэльса и железная дорога Западного Мидлендса, приведшая с собой железную дорогу Оксфорда, Вустера и Вулвергэмптона, которая была замышлена как ещё один ширококолейный коридор в Мидлендс, но построена на стандартной колее после нескольких политических и физических столкновений.
1 апреля 1869 года широкая колея была закрыта на участках Оксфорд—Вулвергэмптон и Рединг—Бэзингсток. В августе того же года перешили на стандартную колею линию Грейндж-корт—Херефорд, в мае 1872 года перешили всю линию от Суиндона через Глостер и до Южного Уэльса. В 1874 году на главном ходу комбинированный путь продлили до Чиппенгэма и перешили линию от Чиппенгэма до Уэймута. В следующем году комбинированный путь проложили сквозь туннель, и широкая колея осталась только для сквозного пути за Бристолем и некоторых боковых веток.
Железная дорога Бристоля и Эксетера объединилась с GWR 1 января 1876 года. На ней уже был комбинированный путь, который к марту 1876 года достиг Эксетера, где станция находилась в совместном пользовании со стандартноколейной LSWR с 1862 года. LSWR как конкурент продолжала свою линию на запад и в 1876 году достигла Плимута, в результате чего железная дорога Южного Девона объединилась с Большой Западной. Корнуоллская железная дорога была номинально независимой линией до 1889 года, но доля GWR в её капитале была весьма велика.

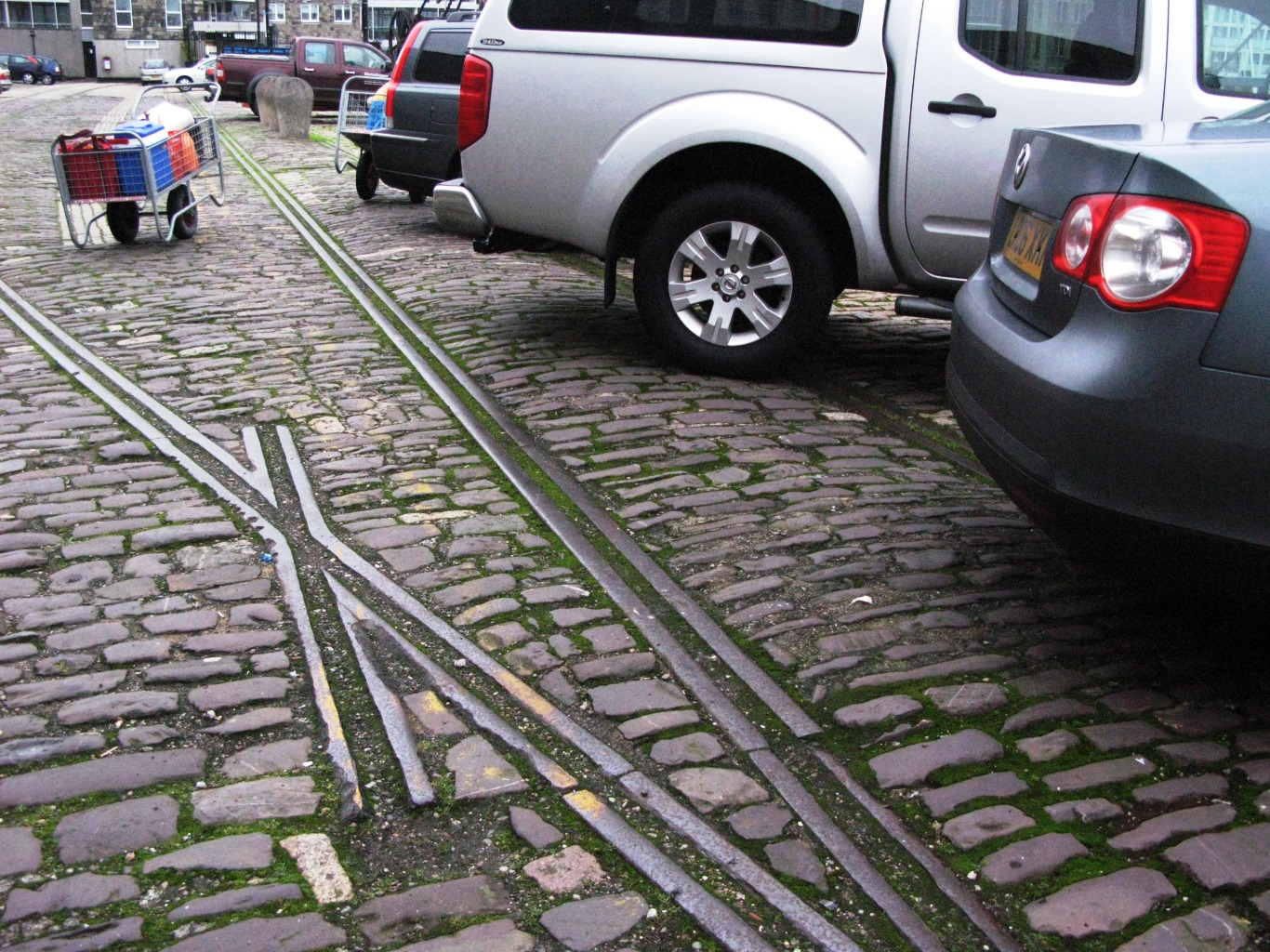
Реликтовая стрелка комбинированной колеи

Последний ширококолейный участок — линию залива Святого Ива в западном Корнуолле — открыли 1 июня 1877 года, в 1879-м было сделано незначительное продление в Плимуте у Саттонской пристани. На территории Саттонской пристани до сих пор сохраняется часть двухколейной стрелки, один из немногих образцов подлинной ширококолейной инфраструктуры, сохранившихся на своём первоначальном месте.
Получив всю линию от Лондона до Пензанса, GWR занялась перешивкой оставшихся ширококолейных участков. Последний ширококолейный поезд отправился с Паддингтона в пятницу 20 мая 1892 года, а уже в понедельник поезда из Пензанса шли по стандартной колее.

### XX век

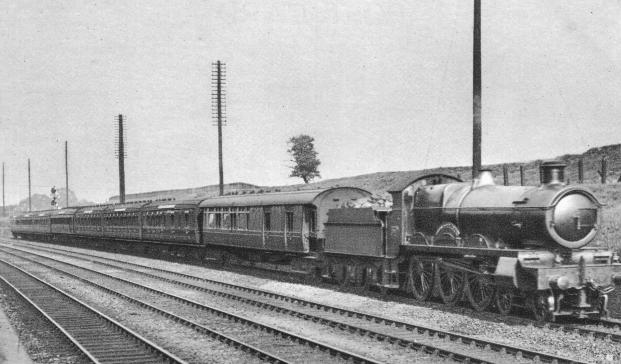
Вагоны коридорной компоновки на экспрессе «Корнуоллская Ривьера»

Избавившись после 1892 года от необходимости поддерживать две колеи, компания обратилась к строительству новых и усовершенствованию старых линий, а также спрямлению маршрутов. Хроника открытия крупных линий такова:
- 1900: Стерт и Уэстбери, связывающая линию Беркс и Хантс со станцией Уэстбери и сокращающая маршрут к Уэймуту для поездов на острова в Ла-Манше;
- 1903: прямая линия в Южный Уэльс и к Бристолю от Вуттон-Бассет-узловой, связанная с Севернским тоннелем;
- 1904: перетрассировка корнуоллского главного хода между станциями Солтэш и Сент-Жермен, ликвидация последнего деревянного виадука на главном ходу;
- 1906: железная дорога Лэнгпорта и Касл-Кэри, сокращающая маршрут Лондон—Пензанс между Редингом и Таунтоном;
- 1908: железная дорога Бирмингема и Северного Уорикшира, которая вместе с железной дорогой Челтенхэма и Ханибурна (1906) стала новым маршрутом из Бирмингема через Стартфорд-на-Эйвоне в Южный Уэльс;
- 1910: вместе с Большой Центральной железной дорогой[англ.] построена Бирмингемская прямая, чтобы сократить путь от Лондона до Эйнхо и на север;
- 1913: железные дороги в Суонси-дистрикт, посредством которых поезда до Фишгард-харбор обходили Суонси. Пристань в Фишгарде открыли для привлечения трансатлантического потока. Также он был лучшим портом для переправ в Ирландию, чем Нейланд.

Несмотря на консерватизм, перед Первой мировой войной GWR сделала и другие усовершенствования: вагоны-рестораны, улучшенные вагоны третьего класса, паровое отопление вагонов, ускорение пассажирских экспрессов. Эти улучшения инициировал, главным образом, суперинтендант Т. И. Аллен, один из плеяды талантливых руководителей GWR в эдвардианскую эпоху. В неё входили виконт Эмлин (граф Ковдор, председатель в 1895—1905 гг.), сэр Джозеф Уилкинсон (главный управляющий в 1896—1903 гг.), его преемник бывший главный инженер сэр Джеймс Инглис и главный инженер Джордж Джексон Чёрчуорд. В это время GWR представила инновационные паровые автобусы вместо строительства новых сельских железнодорожных веток и паровые самоходные вагоны для удешевления обслуживания существующих.

### «Большая четвёрка»

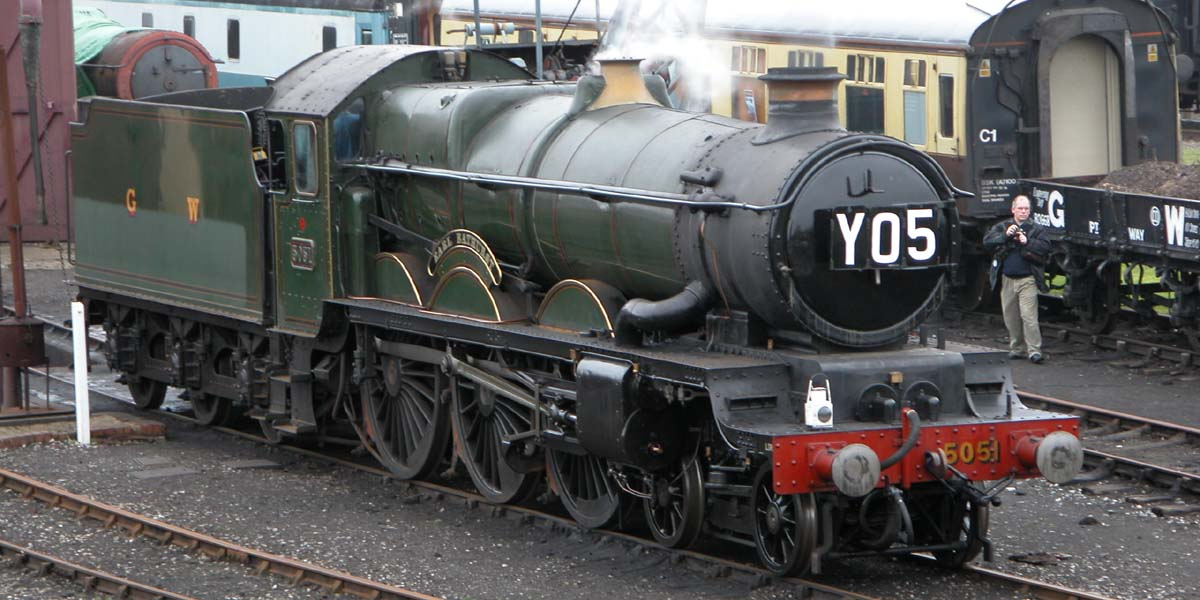
Первый паровоз Castle Class (1923)

Со вступлением Англии в Первую мировую войну в 1914 году GWR, как и большинство крупных британских железнодорожных компаний, правительство взяло под своё управление. Персонал уходил в армию, развивать и поддерживать материальную часть было сложнее. После войны правительство Англии рассматривало окончательную национализацию железных дорог, но вместо этого решило провести их принудительное укрупнение в четыре большие группы. Согласно Железнодорожному Акту 1921 года одна лишь GWR сохранила своё прежнее название. В 1922 году на Паддингтонском вокзале открылся памятник работникам дороги, убитым на войне.
Сеть объединённой GWR сильно расширилась в Уэльсе, присоединив 295 миль (475 км) Камбрийских железных дорог и 124 мили (200 км) железной дороги долины Тафф. В Англии к ней добавились несколько дорог, в том числе Мидлендская и Юго-Западная соединительная, которую прежде GWR делила с Мидлендской железной дорогой. На ней была вторая станция в Суиндоне и проходил сквозной маршрут с севера через Челтенхэм-Спа и Андовер к конечной станции Саутгемптон.
Несмотря на Великую депрессию, 1930-е компания прошла неплохо. Акт 1929 года о займах, гарантиях и грантах на строительство позволял GWR получать деньги в обмен на занятость. На эти гранты были реконструированы инфраструктурные объекты, в том числе станции Паддингтон, Бристоль-Темпл-Мидс, Кардифф-центральная и локомотивные депо, проложены дополнительные пути, расшиты узкие места. Шоссейные автобусы были распроданы местным компаниям, в которых дорога участвовала как акционер, а сама GWR вложилась в «Железнодорожные авиаперевозки».
Со времён широкой колеи на некоторых участках дороги оставался увеличенный габарит, позволявший строить более широкие вагоны, например, роскошные супер-купейные для поездов к трансатлантическим лайнерам. К столетию компании в 1935 году были построены «юбилейные» вагоны для экспресса «Корнуоллская Ривьера» с использованием габарита брюнелевской колеи.

### Вторая мировая война
С началом Второй мировой войны в 1939 году GWR снова была взята под государственное управление, а после войны правительство лейбористов запланировало национализацию железных дорог. 1 января 1948 года GWR стала Западным регионом British Railways. Юридически The Great Western Railway Company просуществовала ещё почти два года и официально закрылась 23 декабря 1949-го. Разработанные на GWR проекты локомотивов и вагонов продолжали строить, регион поддерживал свой стиль и даже сохранял какое-то время окраску станций и экспресс-поездов «какао со сливками».
Почти через 40 лет после национализации British Rail приватизировали, и прежнее имя возродилось в форме компании Great Western Trains, оператора пассажирских перевозок на древних маршрутах GWR в Южный Уэльс и на юго-запад. Компания переименовалась в First Great Western как часть FirstGroup, но в сентябре 2015 года переименовалась в Great Western Railway с формулировкой «чтобы вернуться к идеалам основателя». Инфраструктура железных дорог, тем не менее, при приватизации перешла к компании Railtrack, а после этого к Network Rail. Эти компании продолжают сохранять материальное наследие старой GWR.

## География дороги

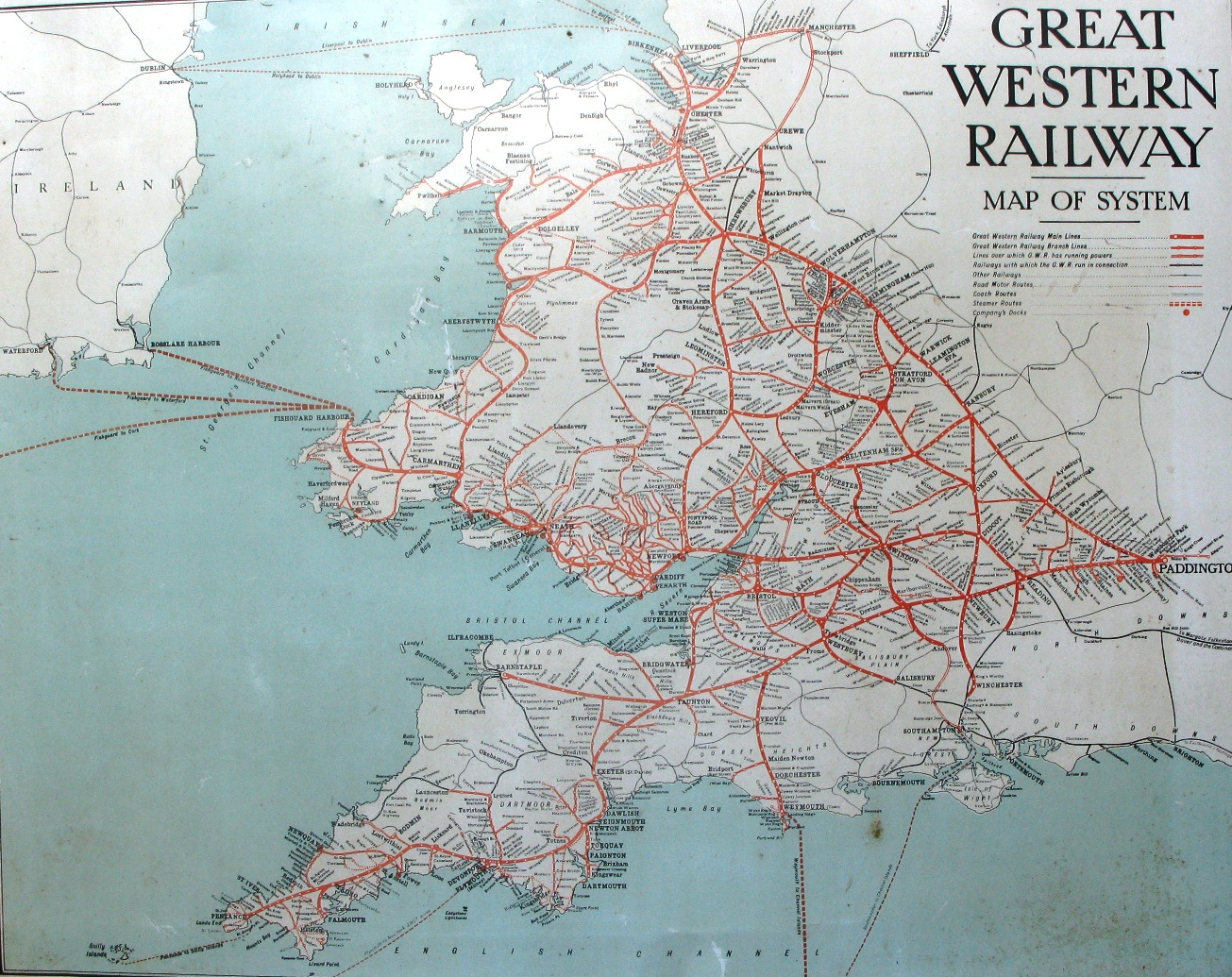
Карта дороги ок. 1930 года

Главный ход Great Western изначально связывал вокзал Паддингтон со станцией Темпл-Мидс в Бристоле через Рединг, Дидкот-Паркуэй, Суиндон, Чиппенгэм и Бат-Спа. Через Эксетер-Сент-Дэвидс и Плимут линию продлили на запад до Труро и Пензанса, самой западной железнодорожной станции в Англии. Брюнель и Гуч расположили главную паровозную мастерскую дороги Swindon Works близ деревни Суиндон, и там многие поезда меняли локомотив, потому что до этой точки линия поднималась очень медленно, а после неё начинались значительные уклоны, что вынуждало применять паровозы с меньшим диаметром колёс и, соответственно, бо́льшим тяговым усилием. Потом начинался первый спуск через станцию Вуттон-Бассет-узловая к реке Эйвон, второй подъём через Чиппенгэм к Самшитовому тоннелю и второй спуск в долину Эйвона, которой дорога шла к Бату и Бристолю.
В Суиндоне был и узел северо-западного ответвления на Глостер, поворачивавшего на юго-запад по дальней стороне Северна к Кардиффу, Суонси и западному Уэльсу. Эту петлю затем отрезали строительством туннеля под Северном. Ещё один путь ведёт от Дидкота к северу на Оксфорд, откуда раздваивается на две линии, обе в Вулвергемптон, но одна через Бирмингем, а другая через Вустер. После Вулвергемптона линия через Шрусбери идёт к Честеру и дальше (по совместной линии с LNWR) к Биркенхеду и Уоррингтону; ещё одной линией через Маркет-Драйтон GWR достигла Кру. По соглашению между компаниями поезда GWR шли до Манчестера. К югу от главного хода Лондон—Бристоль ответвлялись линии от Дидкота до Саутгемптона через Ньюбери, и от Чиппенгэма до Уэймута через Уэстбери.
Эти главные линии соединяла целая сеть второстепенных веток, и от них ответвлялись многочисленные малые отростки от коротеньких вроде Кливдонской длиной 31⁄2 мили (5,6 км) до длинных, как Майнхедская ветка в 23 мили (37 км). Некоторые из них были построены или инспирированы GWR, чтобы противодействовать конкурентам, например, отгоняя Лондонскую и Юго-Западную дорогу от Ньюбери. Большинство боковых веток было построено местными компаниями и затем продано гиганту, как, например, Лончестонская и Бриксемская ветки. Ветки различались и по типу перевозок: в бухту Сент-Ивс ехали отдыхать, Виндзорской пользовались члены королевской семьи, а по Корнуоллской рудной железной дороге движение было исключительно товарное.
Брюнель планировал и продолжение GWR за океан, для чего построил пароход «Грейт Вестерн» для маршрута Бристоль—Нью-Йорк, но основное движение в Америку вскоре перешло в более крупный порт Ливерпуля. Тем не менее, некоторые трансатлантические пассажиры прибывали в Плимут, откуда ехали в Лондон специальным поездом. Паромы GWR связывали Великобританию с Ирландией, островами в Ла-Манше и Францией.

### Важнейшие точки
Дирекция дороги располагалась на станции Паддингтон. Постройкой и ремонтом паровозов и вагонов занимался завод Swindon Works, после укрупнения в 1923 году присоединились мастерские других дорог, в том числе Wolverhampton railway works от шрусберийских дорог и Newton Abbot в Южном Девоне. Вустерский вагоностроительный завод был построен к северу от станции Вустер-Шраб-Хилл, но в 1864 году он сгорел и был закрыт. К северу от станции Рединг находился завод по производству семафоров и другого сигнального оборудования, а позднее в Таунтоне появился железобетонный комбинат для производства компонентов верхнего строения пути, мостов и прочего.

## Инженерные сооружения

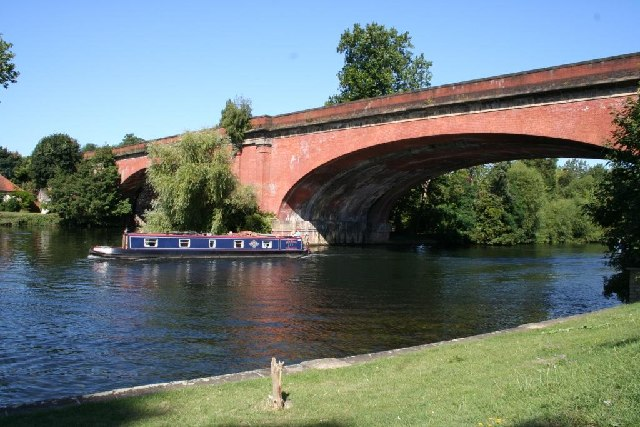

Полтора века спустя строительства, главный ход GWR историк Стивен Бриндл охарактеризовал словами «один из шедевров железнодорожного проектирования». Начиная от Паддингтона, на линии расположены Уорнклиффский виадук через долину реки Брент и Мэйденхедский мост через Темзу, на момент постройки — самый большой пролёт, перекрытый кирпичной аркой. Перед Редингом находится крупная Соннингская выемка, а после него ещё два перехода через Темзу по Гейтхэмптонскому и Моулсфордскому мостам. Между Чиппенгемом и Батом расположен Самшитовый тоннель — самый длинный железнодорожный тоннель на момент открытия. Через семь лет открылся ещё более длинный тоннель под эстуарием Северна между Англией и Уэльсом.
При укрупнении GWR достались и другие знаменитые инженерные сооружения от мелких компаний, например, брюнелевская Набережная Южного Девона длиной около 13 миль (21 км) его же Королевский Альбертовский мост через реку Тамар с линзообразными арками главных пролётов и 800-метровый деревянный Бармаутский мост 1867 года постройки.

## Работа дороги
В первые годы компанией управляли два комитета, один в Лондоне и другой в Бристоле, которые вскоре объединились в общий совет директоров, заседавший на станции Паддингтон.
Совет директоров имел председателя, секретаря и «офицеров». Первым главным инженером тяги стал Дэниел Гуч. В 1850 году создан пост управляющего товарными перевозками, который с 1857 года занимал Джеймс Грирсон, ставший в 1863 году первым главным управляющим. В 1864 году создан пост суперинтенданта для общего руководства движением поездов.

### Пассажирские перевозки
| Год                                                                                          | Пассажиропоток | Пробег                          | Продажи, фнт. ст. |
| -------------------------------------------------------------------------------------------- | -------------- | ------------------------------- | ----------------- |
| 1850                                                                                         | 2 491 712      | 1 425 573 мили (2 294 237 км)   | 630 515           |
| 1875                                                                                         | 36 024 592     | 9 435 876 миль (15 185 570 км)  | 2 528 305         |
| 1900                                                                                         | 80 944 483     | 23 279 499 миль (37 464 722 км) | 5 207 513         |
| 1924                                                                                         | 140 241 113    | 37 997 377 миль (61 150 851 км) | 13 917 942        |
| 1934                                                                                         | 110 813 041    | 40 685 597 миль (65 477 121 км) | 10 569 140        |
| Пассажиропоток не включает поездки по сезонным проездным билетам, которые невозможно учесть. |                |                                 |                   |

Первые поезда предлагали пассажирам вагоны первого и второго классов. С 1840 года пассажиров стали брать и медленные товарные поезда, что стало третьим классом. Акт 1844 года о регулировании железных дорог обязал GWR, наряду с прочими, предоставлять поезда с вагонами третьего класса по тарифу не более 1 пенса на милю при скорости не менее 12 миль/ч (19 км/ч). К 1882 году вагоны третьего класса появились на всех поездах, кроме экспрессов. С 1868 года по парламентскому распоряжению появились вагоны для курящих.
В мае 1849 года впервые выпущены «экскурсионные» однодневные дешёвые билеты, а в 1851-м — сезонные проездные. До 1869 года основным источником доходов были пассажиры второго класса, но объём перевозок в третьем классе настолько вырос, что в 1912 году второй класс упразднили. Акт о дешёвых поездах 1883 года ввёл специальные рабочие поезда по очень низкому тарифу в определённые часы.
Основные экспрессы получали у железнодорожников прозвища, которые затем появлялись и в официальных расписаниях, и в маршрутоуказателях на паровозах и вагонах. Поздний утренний экспресс Лондон—Эксетер получил прозвище «Летучий голландец» от клички лошади, выигравшей в 1849 году Дерби и скачки в Сент-Леджере. Поезд был списан в 1867 году, но в 1869-м название по запросу железной дороги Бристоля и Эксетера возродилось, а поезд продлили до Плимута. Послеполуденный экспресс по тому же маршруту пошёл в июне 1879 года под названием «Зулусский». Третий экспресс на запад до самого Пензанса появился в 1890 году и назывался «Корнуоллец». С 1 июля 1904 года появился новый экспресс «Корнуоллская Ривьера» Лондон—Пензанс через Плимут, который в первые два года был летним, а с 1906 года стал круглогодичным.

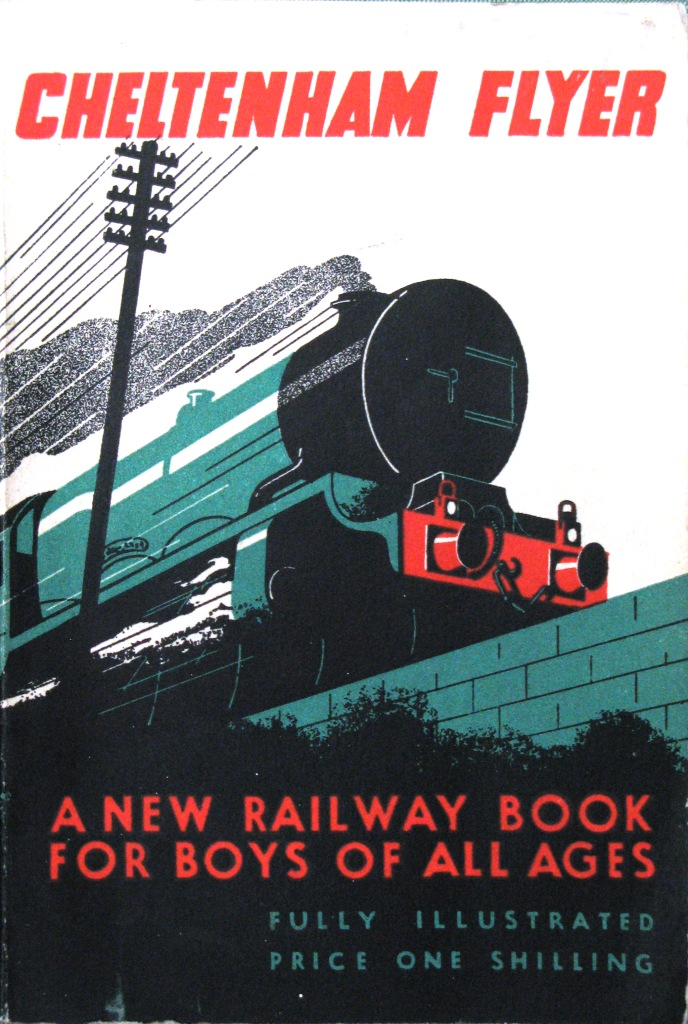
«Летучий челтенхэмец» — «книга для мальчиков любого возраста»

На момент появления Челтенхэм-Спа экспресс был самым быстрым поездом в мире: 771⁄4 миль (124,3 км) между Суиндоном и Лондоном он покрывал со средней скоростью 711⁄3 миля/ч (114,8 км/ч). Поезд имел прозвище «Летучий челтенхэмец» (англ. Cheltenham Flyer) и стал персонажем одной из выпущенных GWR «книг для мальчиков любого возраста».
Среди других поездов с собственными именами — «Бристолец» (Лондон—Бристоль с 1935 года) и «Торбэйский экспресс» Лондон—Кингсуэр.
Многие из этих экспрессов, чтобы безостановочно проследовать станцию, но высадить на ней пассажиров, имели специальные вагоны с кондуктором, который в нужный момент отцеплял вагон и затормаживал его. Первый отцепной вагон был использован в 1869 году на станции Бриджуотер с поездом «Летучий голландец». Первый спальный вагон GWR ходил между Паддингтоном и Плимутом с 1877 года. 1 октября 1892 года заработал между Паддингтоном и Биркенхедом первый на дороге вагон коридорной компоновки, в следующем году пошли первые поезда с паровым отоплением от локомотива. В мае 1896 года появились вагоны-рестораны 1 класса, с 1903 года питание стало доступно пассажирам всех классов. Спальные вагоны 3 класса появились в 1928 году.
Самоходные паровые вагоны вышли на линию 12 октября 1903 года на маршрут Стоунхаус—Чофорд, за следующие 5 лет было построено 100 таких вагонов. У них были откидные подножки для низких платформ. Паровые вагоны оказались так успешны, что уже в конце 11904 года к ним понадобились прицепные вагоны с постом машиниста. Со следующего года для работы с такими вагонами были приспособлены маленькие паровозы, и полученные таким образом мини-поезда заместили самоходные вагоны. В 1934 году заработали дизельные самоходные вагоны. Некоторые самоходные вагоны были полностью обтекаемой формы, другие предназначались для дальнего следования и оснащались буфетом, некоторые были почтовыми.

### Грузоперевозки
| Год                               | Тоннаж     | Пробег                          | Выручка, фнт. ст. |
| --------------------------------- | ---------- | ------------------------------- | ----------------- |
| 1850                              | 350 000    | 330 817 миль (532 398 км)       | 202 978           |
| 1875                              | 16 388 198 | 11 206 462 мили (18 035 052 км) | 3 140 093         |
| 1900                              | 37 500 510 | 23 135 685 миль (37 233 276 км) | 5 736 921         |
| 1924                              | 81 723 133 | 25 372 106 миль (40 832 447 км) | 17 571 537        |
| 1934                              | 64 619 892 | 22 707 235 миль (36 543 752 км) | 14 500 385        |
| Тоннаж в 1850 году приблизительно |            |                                 |                   |

Сразу после открытия основным источником прибыли для GWR были пассажирские перевозки, но товарные поезда тоже существовали с самого начала. Впрочем, грузоперевозки не имели большого значения, пока дорога не достигла угольных и промышленных районов Уэльса и Мидлендса. В 1856 году угледобывающая компания Ruabon заключила с GWR соглашение о специальном тарифе на перевозку угля в Лондон. Несмотря на льготные цены, оно приносило дороге не менее 40 000 фунтов в год.
С ростом размеров паровозов товарные поезда становились всё длиннее, от 40 до 100 двухосных вагонов. Основным ограничителем были уклоны на линии. Товарные вагоны обычно были грузоподъёмностью 8, 10 и позднее 12 тонн, нагружали их от одной тонны. Мелкие партии сначала пересылали на местный сборный пункт, где из них формировали более крупные загрузки.
Для крупных объёмов грузов с однородными потребностями GWR имела специальные вагоны. Угольные шахты Уэльса отправляли уголь в морские порты, многие из которых находились во владении дороги, та же ситуация была с экспортом каолина из Корнуолла. Вагоны для этого типа грузов (как в собственности дороги, так и от добывающих компаний) были оборудованы воротами по концам для прямой разгрузки на судно с помощью вагоноопрокидывателей. Спецвагоны были разработаны для других типов грузов: пороха, самолётных пропеллеров, автомобилей, фруктов и рыбы.
Напряжённый грузопоток шёл из сельскохозяйственных и рыбопромысловых районов юго-запада Англии, часто в скорых поездах для скоропортящихся продуктов. Например, за 12 месяцев перед июнем 1869 года со станции Грэмпаунд-роуд отправили более 3500 голов скота, в 1876 году из Западного Корнуолла в Лондон привезли 17 000 тонн рыбы. Вагоны поездов для скоропортящихся товаров строились в XIX веке по стандартам пассажирских, с вакуумными тормозами и большими колёсами для спокойной езды на высоких скоростях. Обычные грузовые вагоны GWR, как и на всех других дорогах в то время, были с небольшими колёсами, короткой базой около 9 футов (2,7 м) и ручными тормозами.
В 1905 году GWR запустила первый обычный товарный поезд с вакуумными тормозами (Лондон—Бристоль). За ним последовали другие поезда, из которых создавалась сеть ускоренных (до 35 миль/ч (56 км/ч) в среднем) товарных перевозок между крупными центрами производства и потребления. За GWR последовали и другие компании.

### Вспомогательные перевозки

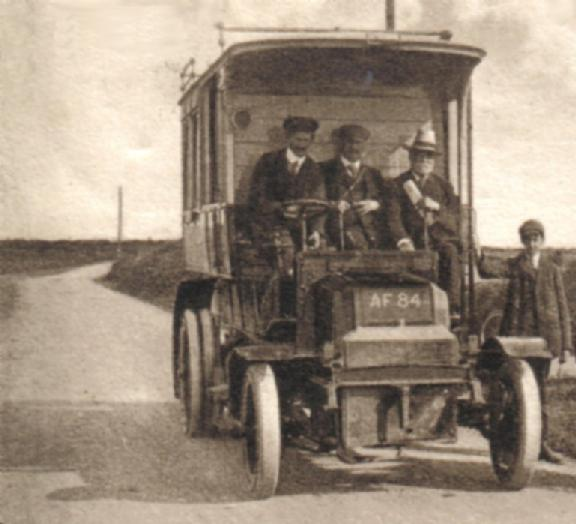
Один из первых шоссейных автобусов GWR (станция Хельстон—Лизард)

Железная дорога купила несколько каналов, чтобы избавиться от конкурентов по бизнесу или лоббизма противников железных дорог, например, Канал Кеннет и Эйвон и Канал Стратфорда-на-Эйвоне. Каналы в большинстве своём не были закрыты, но в доходах дороги они играли незначительную роль: в 1929 году лишь 16 278 фунтов, в то время как выручка от перевозок по рельсам составила в том же году более 17 миллионов.
Акт 1921 года принёс в собственность GWR большинство крупных портов для экспорта угля из Южного Уэльса: Кардифф, Барри, Суонси и другие. Вместе с портами южного побережья Англии они принесли GWR статус крупнейшего оператора портов в мире.
В 1871 году Парламент позволил GWR заняться и перевозками на судах. В следующем году компания выкупила у компании Ford and Jackson переправы из Уэльса в Ирландию. Уэльский терминал в 1906 году перенесли из Нейланда в Фишгард-харбор, куда дошла к тому моменту железная дорога. С 1889 года компания начала переправы на острова в Ла-Манше из Уэймута на маршрутах бывшей Weymouth and Channel Islands Steam Packet Company. Небольшие суда GWR также оказывали услуги тендеров в плимутских доках компании и на переправе через устье Северна до постройки под ним тоннеля.
Первые шоссейные паровые вагоны GWR запустила 17 августа 1903 года между станцией Хельстон и Лизардом. Автобусы в такой же ливрее «какао со сливками» под брендом GWR road motor services подвозили пассажиров к станциям GWR и вывозили их на экскурсии до 30-х годов, когда их передали местным перевозчикам, в большинстве которых GWR участвовала долей капитала.
GWR совместно с Imperial Airways открыла первый авиамаршрут между Кардифом, Торкей и Плимутом, из которого впоследствии выросла корпорация Railway Air Services.

## Подвижной состав

### Локомотивы

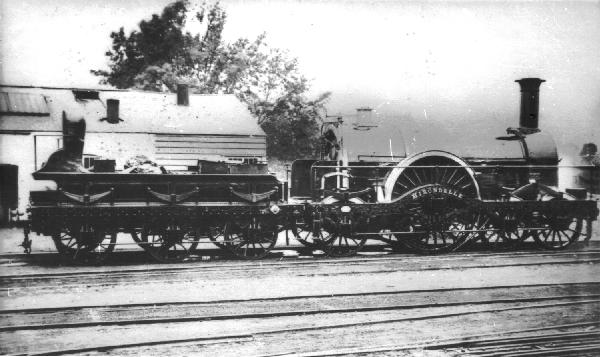
Ширококолейный паровоз Иронделль (тип Железный герцог), построенный в 1848 году

Первые паровозы GWR заказал Изамбард Кингдом Брюнель, но они оказались плохи. Вскоре главным инженером тяги был назначен двадцатилетний Дэниел Гуч, который занялся постройкой надёжных локомотивов. Он купил два паровоза GWR Star Class у Стефенсона, оказавшихся лучше Брюнелевских, и разработал свои стандартные паровозы. С 1846 года их строили на новом собственном заводе компании в Суиндоне. Гуч разработал несколько типов ширококолейных паровозов, в том числе 1-1-1 Светлячок и позднее 2-1-1 Железный герцог. В 1864 году Гуча сменил Джозеф Армстронг, пришедший с дорог стефенсоновской колеи. Некоторые паровозы Армстронга строились в обоих вариантах, отличавшихся только колёсными парами, а тендеры для них брали от старых.
Армстронг умер сравнительно молодым в 1877 году, на его место пришёл Уильям Дин, построивший экспресс-паровозы с осевой формулой 2-2-0, в отличие от наиболее распространённых тогда 1-1-1 и 2-1-1. Дин вышел на пенсию в 1902 году, его заменил Джордж Джексон Чёрчуорд, строивший привычные всем 2-3-0. При Чёрчуорде название его должности «суперинтендант локомотивов» сменилось на «главный инженер тяги». В 1921 году вслед за Чёрчуордом на эту должность заступил Чарльз Колетт, который скоро принял ответственность за куда более значительный и разнообразный парк паровозов, получившийся в результате укрупнения в 1923 году. Колетт занялся заменой устаревших и малочисленных типов и переделкой остальных в сторону наибольшей унификации запчастей. Из стандартных компонентов он составил несколько новых проектов, например, Замки и Короли.. Последним главным инженером тяги в 1941 году стал Фредерик Хоксуорт, который провёл дорогу сквозь военные трудности и даже после национализации продолжал производство паровозов по проектам GWR.
Брюнель и Гуч давали паровозам имена, но присоединившиеся к GWR дороги стандартной колеи пользовались номерами. Таким образом, до 1864 года на GWR паровозы широкой колеи носили имена, а узкоколейные — номера. При Армстронге уже все паровозы обеих систем носили номера, в том числе их получали и ширококолейные паровозы других дорог. В 1895 году Дин стал использовать и номера, и имена. Каждый тип паровозов получал имена на одну тему, например, имена королей у 6000 class и замков у 4073 class.
Паровозы красили сначала в тёмно-зелёную (падуб) краску, которую затем надолго заменил хром средний («брансвикская зелень» #1B4D3E, на самом деле на основе соединений меди). Каёмки филёнок были шоколадного или красного цвета, в XX веке чёрные. Имя и номер обычно наносили на начищенную латунную табличку с чёрным фоном, на трубах часто были медные набалдашники.

Паровозные ливреи в разные годы
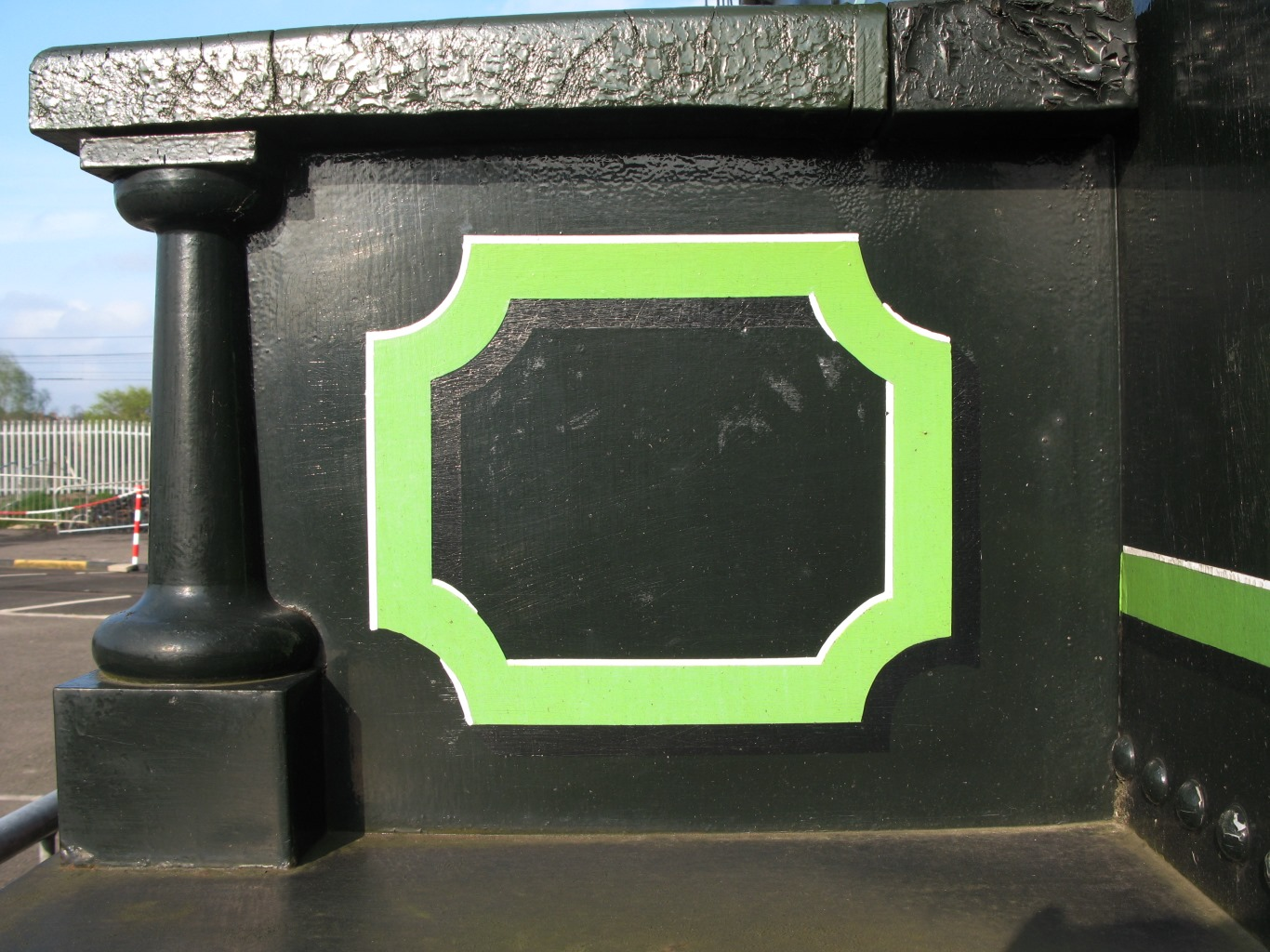
Тендер Железного герцога: тёмно-зелёный (падуб) со светло-зелёной каймой филёнки
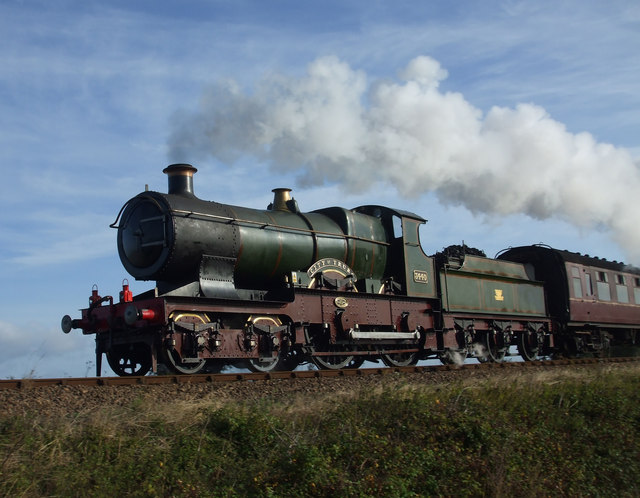
Труро[англ.]: хром средний, оранжевые полосы и красная рама
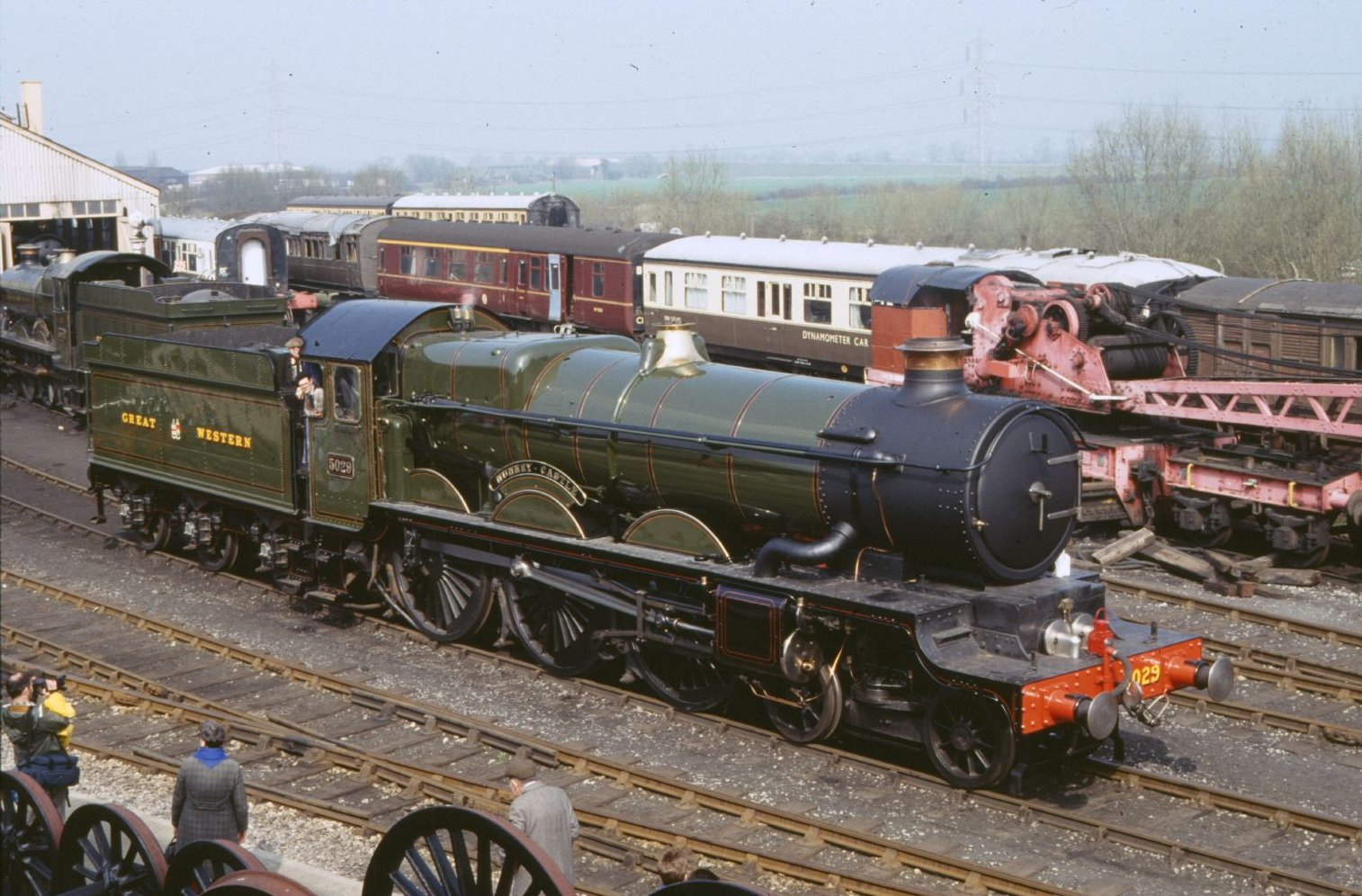
Замок Нанни: хром средний, оранжевые полосы и чёрная рама
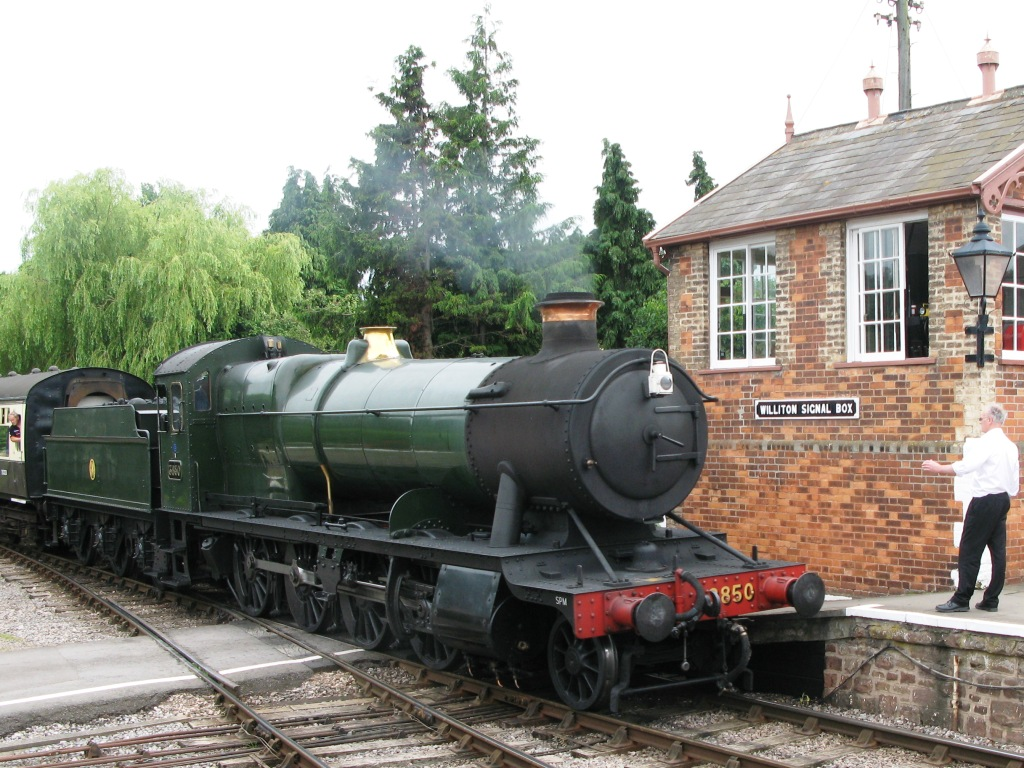
№ 3850[англ.]: хром средний, рама чёрная, без полос

### Пассажирские вагоны

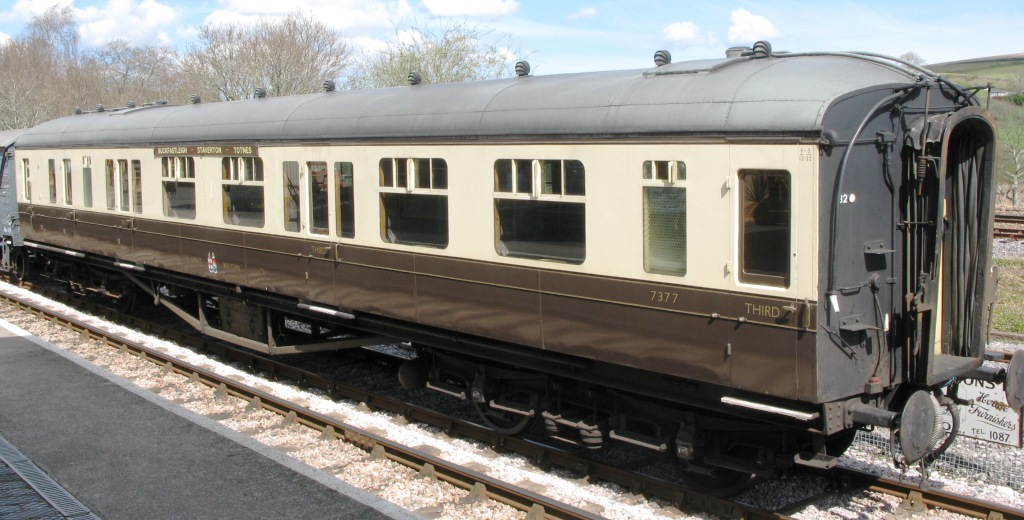
Вагон образца 1922 года в ливрее «какао со сливками»

Пассажирские вагоны GWR отличаются разнообразием: от двух- и трёхосных ширококолейных образца 1838 года до вагонов длиной до 70 футов (21 м) на тележках. Ещё в XIX веке у вагонов появились вакуумные тормоза, тележки в ходовой части и коридорная компоновка, а в 1900-м вышли первые вагоны с электрическим освещением. В 1920-е появились вагоны с автосцепкой и стальным кузовом.
Сначала дорога покупала подвижной состав у нескольких небольших предприятий, а в 1844 году открыла собственный вагонный цех на Суиндонском заводе. Помимо обыкновенных вагонов производились спальные, рестораны и отцепные вагоны для экспрессов, самоходные вагоны, малые поезда и дизельные мотрисы. Почту, лошадей и молоко возили экспрессами в вагонах, аналогичных пассажирским. Образцы различных вагонов GWR сохраняются на исторических железных дорогах.
Обычно пассажирские вагоны были окрашены в вариации «какао со сливками», но до 1864 года и с 1908 по 1922-й вагоны были одноцветные коричневые или красные. Почтовые и им подобные вагоны с пассажирскими характеристиками, но не предназначенные для пассажиров, красили в двухцветную схему редко, обходясь одной красной или коричневой краской, отчего они и назывались в обиходе «коричневые вагоны».

### Товарные вагоны

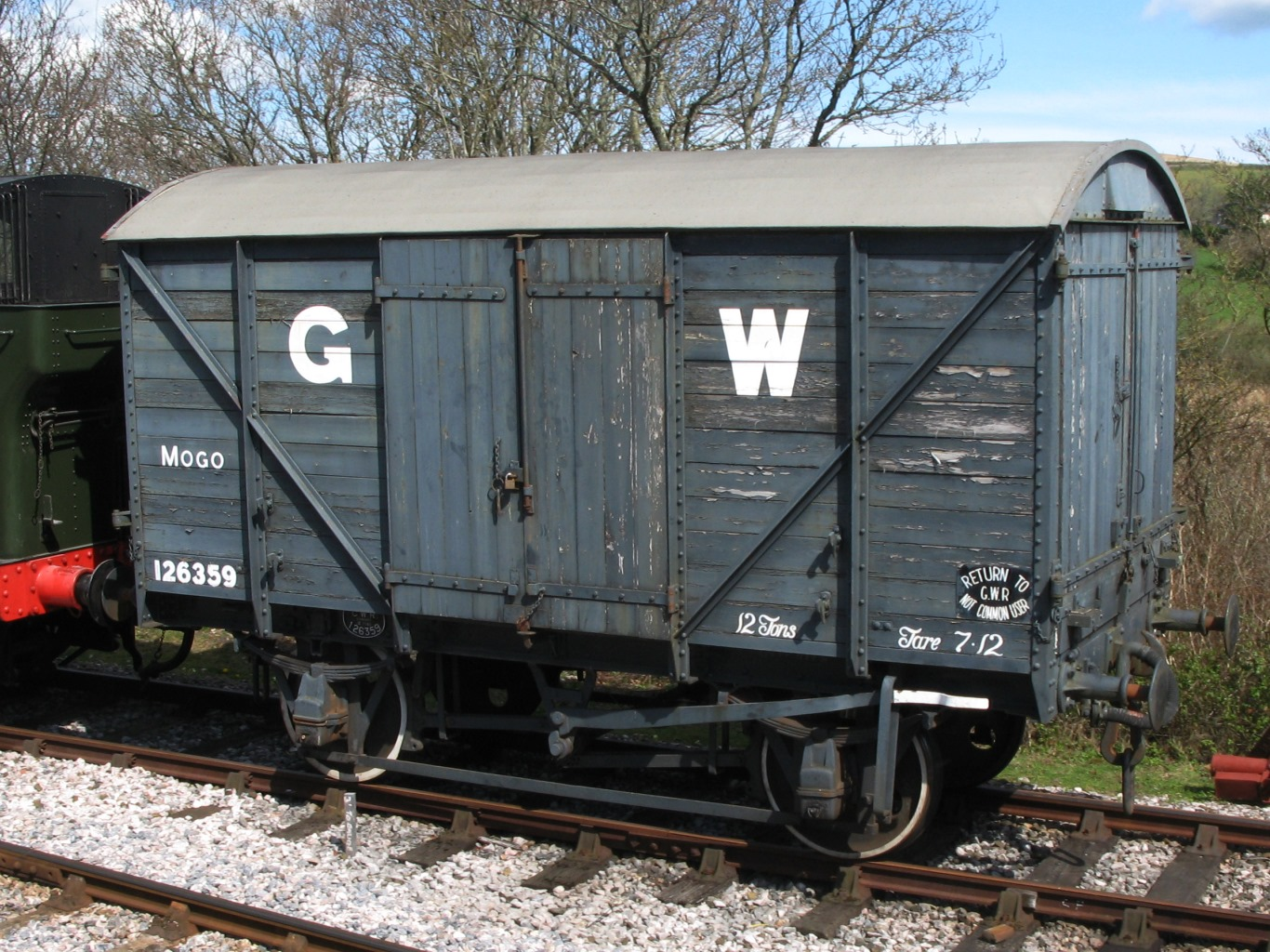
Товарный вагон GWR в серой окраске образца 1904 года. Этот вагон имеет двери в оконечностях для загрузки в него автомобилей

В первые годы товарные вагоны GWR были коричневые, но ещё до отказа от широкой колеи стали красными. Привычная тёмно-серая ливрея появилась около 1904 года.
Ранние вагоны были, в основном, открытые двухосные, для специальных нужд было небольшое число трёхосных. Вагоны с крышами появились для перевозки скота, а затем распространились на грузы общего назначения. Тележечная конструкция ходовой части применена с 1873 года для тяжеловесных грузов, для перевозки угля тележечные вагоны применялись с 1904 года, после больших двухосных вагонов образца 1898-го. Угольные вагоны вмещали 20 тонн, вдвое больше обычных, но только с 1923-го года компания начала активно вкладываться в массовое строительство таких вагонов и инфраструктуры к ним в доках; вагоны получили прозвище «Феликс Пол» по имени общего управляющего дороги, который их продвигал. В 1931 году появились контейнерные перевозки, а в 1933-м — специальные вагоны-автовозы.
При основании GWR на железных дорогах Соединённого Королевства автотормозов не было в принципе. На каждом вагоне был собственный ручной тормоз, а на поездах — тормозные вагоны с кондукторами и винтовыми приводами тормозов. Первые товарные вагоны, оснащённые вакуумными автотормозами, ходили в составе пассажирских поездов для перевозки скоропортящихся товаров, например, рыбы. В декабре 1903 года вакуумными тормозами были оснащены некоторые хопперы для балластировки пути, товарные вагоны общего назначения оснащались автотормозами с 1904 года, но и в 1948-м при национализации вагоны с ручным тормозом составляли большинство товарного парка дороги.
Типы вагонов в телеграфных сообщениях обозначались специальными кодами, которые были написаны на вагонах, например, «Выдра» (крытый вагон), «Мика» (рефрижератор), «крокодил» (цистерна), «Жаба» (тормозной вагон).

## Верхнее строение пути

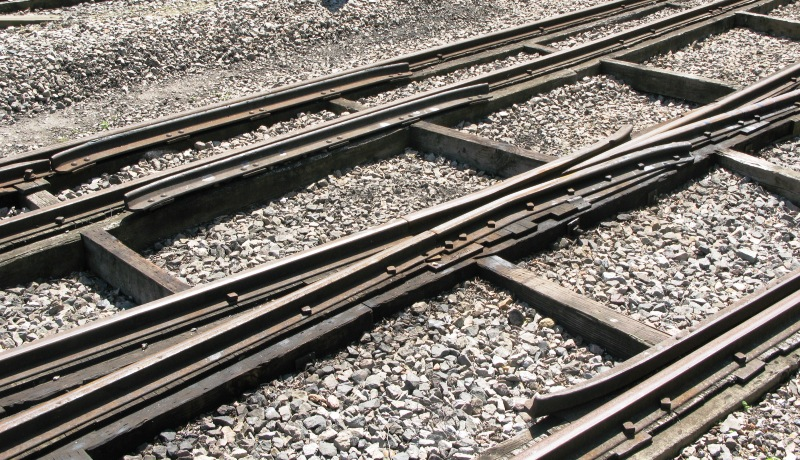
Балочный рельсовый путь

Брюнель применил балочный железнодорожный путь, состоящий из облегчённого железного рельса, прикреплённого к массивному брусу. Более тонкие распорки стабилизировали ширину колеи. Таким образом путь получался ровнее, а на широкой колее балочный путь был экономичнее по дереву и металлу, чем привычная ныне рельсошпальная решётка. Позднее дорога перешла на стандартную колею и обычные рельсы и шпалы, но балочный путь на некоторых разъездах продержался до первой половины XX века.

## Сигнализация

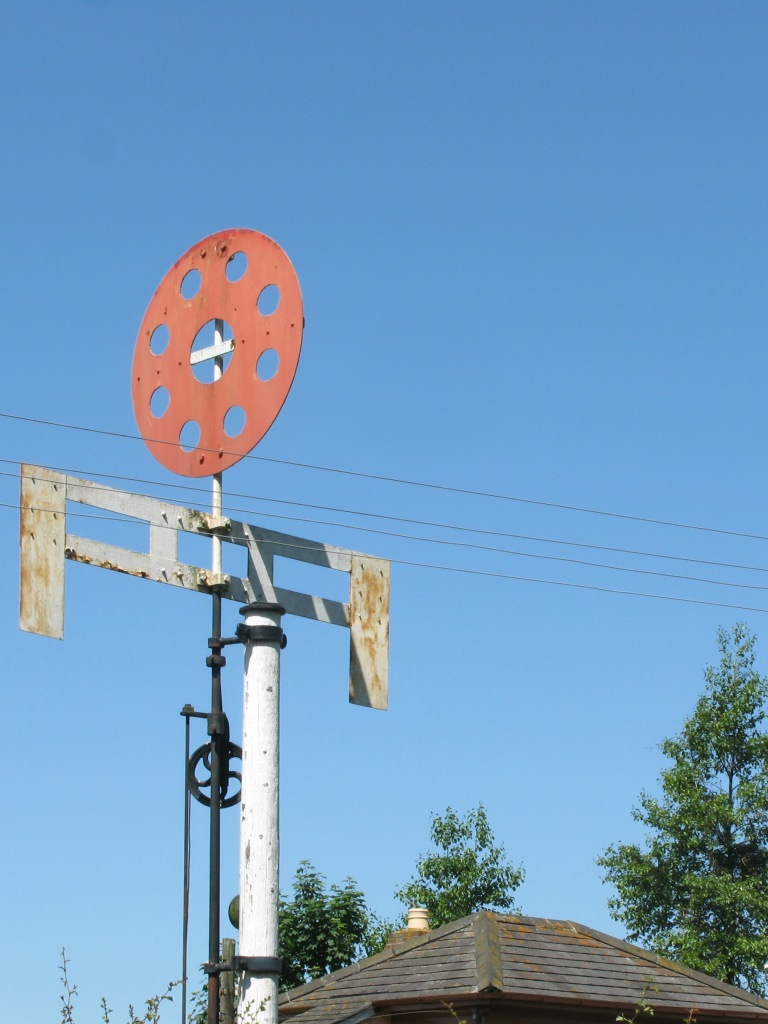
Дисково-перекладинный семафор

Брюнель разработал для дороги семафоры в виде диска и перекладины, но сигналисты оперировали ими поначалу лишь предполагая, что поезд достиг следующего сигнала без непредвиденной остановки на перегоне. 9 апреля 1839 года между станциями Паддингтон и Западный Дрейтон (13 миль (21 км)) в строй вступила первая в мире не экспериментальная линия электрического телеграфа. Затем телеграф распространился на всю линию, и сигналисты получили возможность оповещать друг друга о том, что поезд благополучно проследовал очередной участок. Чтобы сообщения были максимально короткими и при этом ясными, был разработан список кодовых сокращений.
Со временем дисковые семафоры уступили место более привычным сигналам с крылом. GWR использовала сигналы нижнего квадранта, при которых разрешающим является опущенное под углом 45° крыло, в то время как другие дороги использовали сигналы верхнего квадранта (разрешающий сигнал — поднятое под 45° крыло). На оживлённых станциях были введены электрические светофоры прожекторного типа тех же цветов (красный-зелёный или жёлтый-зелёный), какие семафоры показывали по ночам. Система автоматического торможения поезда при проследовании запрещающего сигнала вводилась с 1906 года.

## Культурное влияние
Одни называли GWR с восхищением англ. God's Wonderful Railway — «чудо Господне», другие ехидно англ. Great Way Round — «большие крюки» за то, что её маршруты не всегда были кратчайшими. С 1908 года дорога позиционировала себя как железная дорога праздников и отпусков, потому что на ней было большое движение на курорты Уэльса и Юго-Западной Англии.

### Туризм

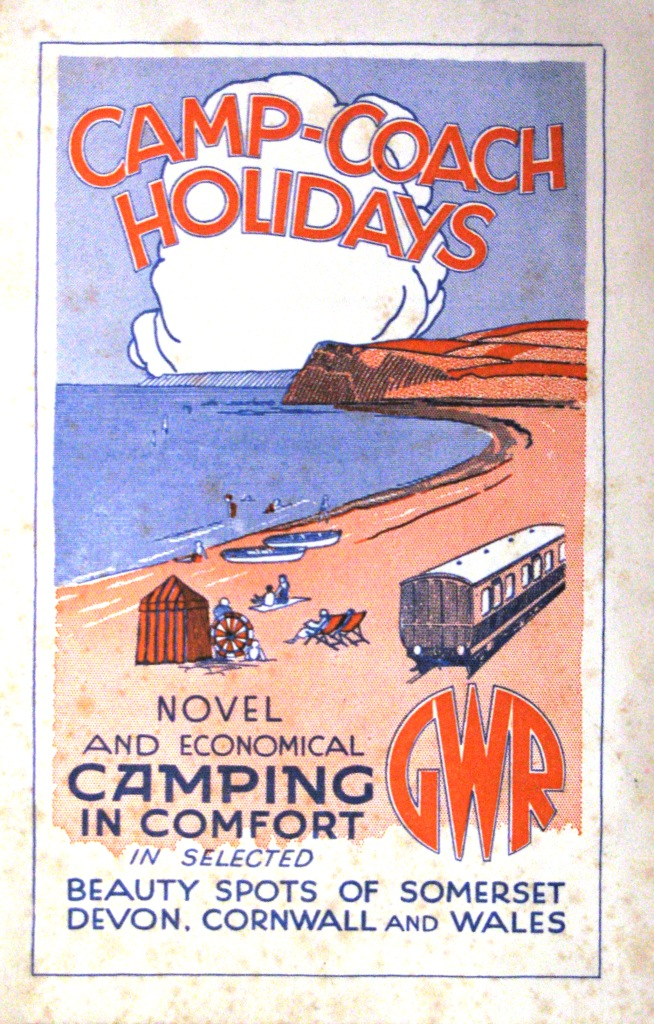
Брошюра 1934 года «вагон-кемпинг»

GWR продавала дешёвые билеты и организовывала специальные экскурсионные поезда в популярные места и к важным событиям, например, к Великой выставке 1851 года в Лондоне. Позднее автобусный перевозчик GWR организовывал поездки в места, не обслуживаемые железной дорогой, а морское подразделение — круизы из Плимута. Устаревшие вагоны переделывали в вагончики для кемпинга и устанавливали близ станций в красивой сельской местности или на побережье для прибывающих поездом отпускников.
На крупных станциях и узлах GWR держала отели с самого начала, а в 1877 году открылся первый загородный дом отдыха Замок Тридженна (Сент-Ивс, Корнуолл). К нему добавились затем отель Фишгард-бэй в Уэльсе и Манор-хаус (Мортонхэмпстед, Девон).
Дорога рекламировалась в связи с отпусками и праздниками с помощью плакатов, открыток, пазлов и книг, например, «Holiday Haunts» (Места отдыха), описывавшей достопримечательности по всей сети GWR, и местных изданий вроде «Cornish Riviera» (Корнуоллская Ривьера) и «South Wales: The Country of Castles» (Южный Уэльс — страна за́мков). Путеводители «Through the Window» описывали пейзажи из окон вагона. Другие книги «для мальчиков любого возраста» рекламировали саму GWR: «The 10:30 Limited» (В 10:30, не позже), «Loco's of the Royal Road» (Локомотивы королевской дороги) и другие.
GWR фактически создала точки притяжения туристов в западных графствах Англии и на юго-востоке Уэльса, до которых прежде было невозможно добраться. Курорты Бристольского пролива — Майнхед, Эксмур — до появления там дороги были отрезаны от остальной Англии.

### Печатные издания
Фанаты железных дорог с 1904 года могли выписывать «Great Western Railway Magazine», посвящённый паровозам, вагонам и другим аспектам железнодорожной жизни. В 1911 году GWR первая среди железнодорожных компаний издала книгу о своих паровозах. Буклет «Names of Engines» (Имена паровозов) содержал алфавитный список имён паровозов с их номером и осевой формулой, на левых страницах были фотографии паровозов с обозначением основных размеров. Автор брошюры не указан, но известно, что её составителем является Артур Дж. Л. Уайт, подчинённый главного инженера тяги.
В 1914 и 1917 году вышли свежие издания «Great Western Railway Engines» под инициалами редактора A.J.L.W. и в 1919 году — «Great Western Railway Engines: Names, Numbers, Types and Classes», регулярно переиздававшаяся до 1929 года. В них паровозы были расположены по типам, с фотографиями каждого типа и указанием множества размеров и технических деталей. Также были представлены некоторые типы безымянных паровозов с их фотографиями и аналогичными характеристиками. Автор книги не указан, но введение «О наименовании локомотивов» подписано инициалами A.J.L.W.. В 1929 году Уайт умер, и с 1932-го по 1935-й новые издания «The G.W.R. Engine Book» выпускало управление по связям с общественностью.
С 1938 года книги выходили под редактурой W.G.C., то есть У. Дж. Чапмен, и названием «GWR Engines: Names, Numbers Types, Classes, etc. of Great Western Railway Locomotives». В 1938 и 1939 годах они были переизданы стереотипно. Последнее издание вышло в 1946 году. Кроме списков, фотографий и характеристик локомотивов, оно содержит многочисленные статьи о разных сторонах эволюции паровозов GWR.
В 1935 году GWR также выпустила 56-страничный буклет «Swindon Works and its place in Great Western Railway History» (Суиндонский паровозостроительный завод и его роль в истории GWR) с фотографиями на почти каждом развороте. Буклет рассказывает историю GWR со стороны паровозостроения, историю Суиндонского завода и обучения рабочих. В буклете описаны все участки завода, некоторые наиболее современные паровозы, а в конце касается многочисленных связанных с ним организаций, таких как Институт механиков и Ежегодный рабочий праздник.

### GWR в искусстве, СМИ и литературе

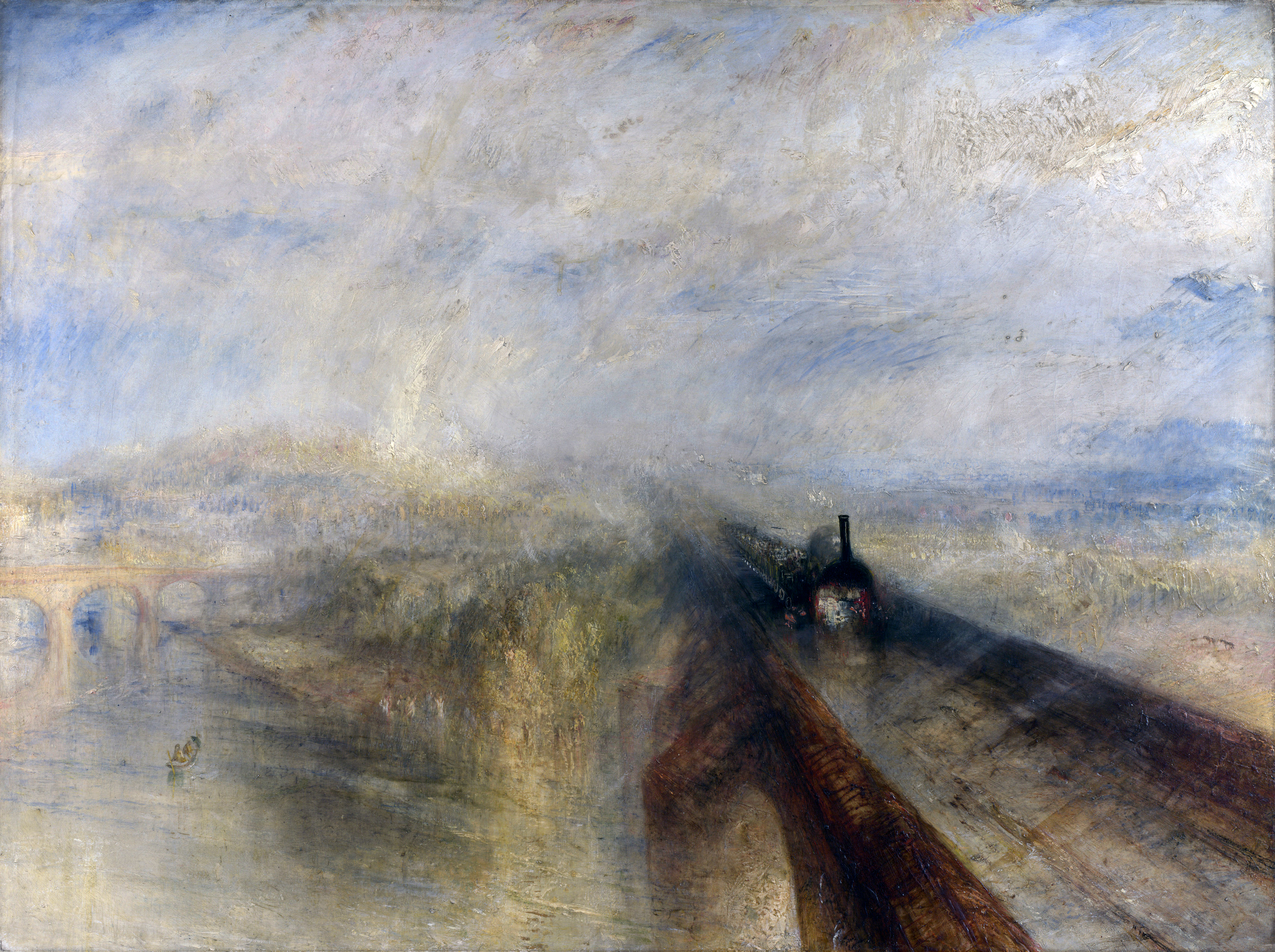
«Дождь, пар и скорость — Большая западная железная дорога», Уильям Тёрнер (1844).

GWR с самого начала привлекала внимание художников. В 1846 году была опубликована книга Джона Кука Бурна «История и описание Большой западной железной дороги» (англ. History and Description of the Great Western Railway) с подробными литографиями, с помощью которых читатели могут понять, как выглядела железная дорога до изобретения фотографии. Уильям Тёрнер написал картину «Дождь, пар и скорость — Большая западная железная дорога» в 1844 году под впечатлением вида из окна вагона на Мэйденхедском мосту. В 1862 году Уильям Пауэлл Фрит написал большую жанровую сцену «Железнодорожная станция» с толпой на платформе Паддингтонского вокзала. Станцию для Пауэлла нарисовал архитектор Скотт Мортон, а поезд предоставлен дорогой специально для картины.
В 1935 году для празднования столетия GWR компания заказала знаменитому рисовальщику Уильяму Хиту Робинсону комикс англ. Railway Ribaldry, в котором он был свободен нарисовать всё, что ему придёт в голову относительно предмета. Получилась 96-страничная книга в мягкой обложке, в которой полнолистовые комиксы чередуются с небольшими виньетками.
GWR появлялась во многих телевизионных программах, например в детской серии BBC «God's Wonderful Railway» в 1980 году. Мультфильм Боба Годфри «Great» об инженерных достижениях Брюнеля получил «оскар» за лучший короткометражный анимационный фильм 1975 года.
Сэр Джон Бетчеман упомянул GWR в стихотворении «Distant Views of a Provincial Town» («Вид на провинциальный город издалека»):
The old Great Western Railway shakes,

The old Great Western Railway spins –

The old Great Western Railway makes

Me very sorry for my sins.
Паровоз GWR 4900 ведущий Хогвартс-Экспресс в фильмах о Гарри Поттере, регулярно эксплуатируется на Западной железной дороге.
Участки этой железной дороги представлены в железнодорожных симуляторах Train Simulator (Паддингтон — Оксфорд) и Train Sim World (Паддингтон — Рединг).

### Наследие

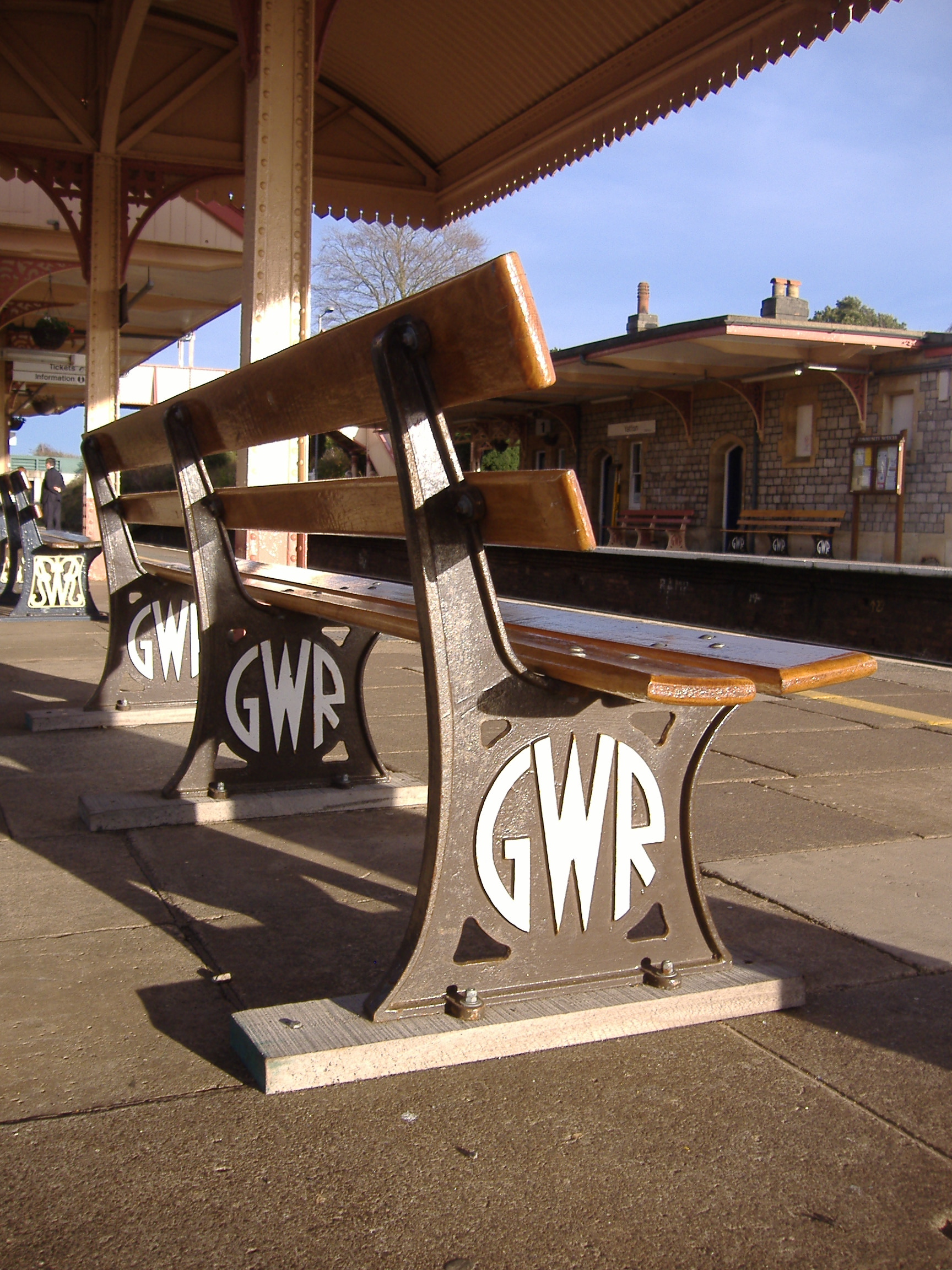
Скамейка GWR на станции Яттон

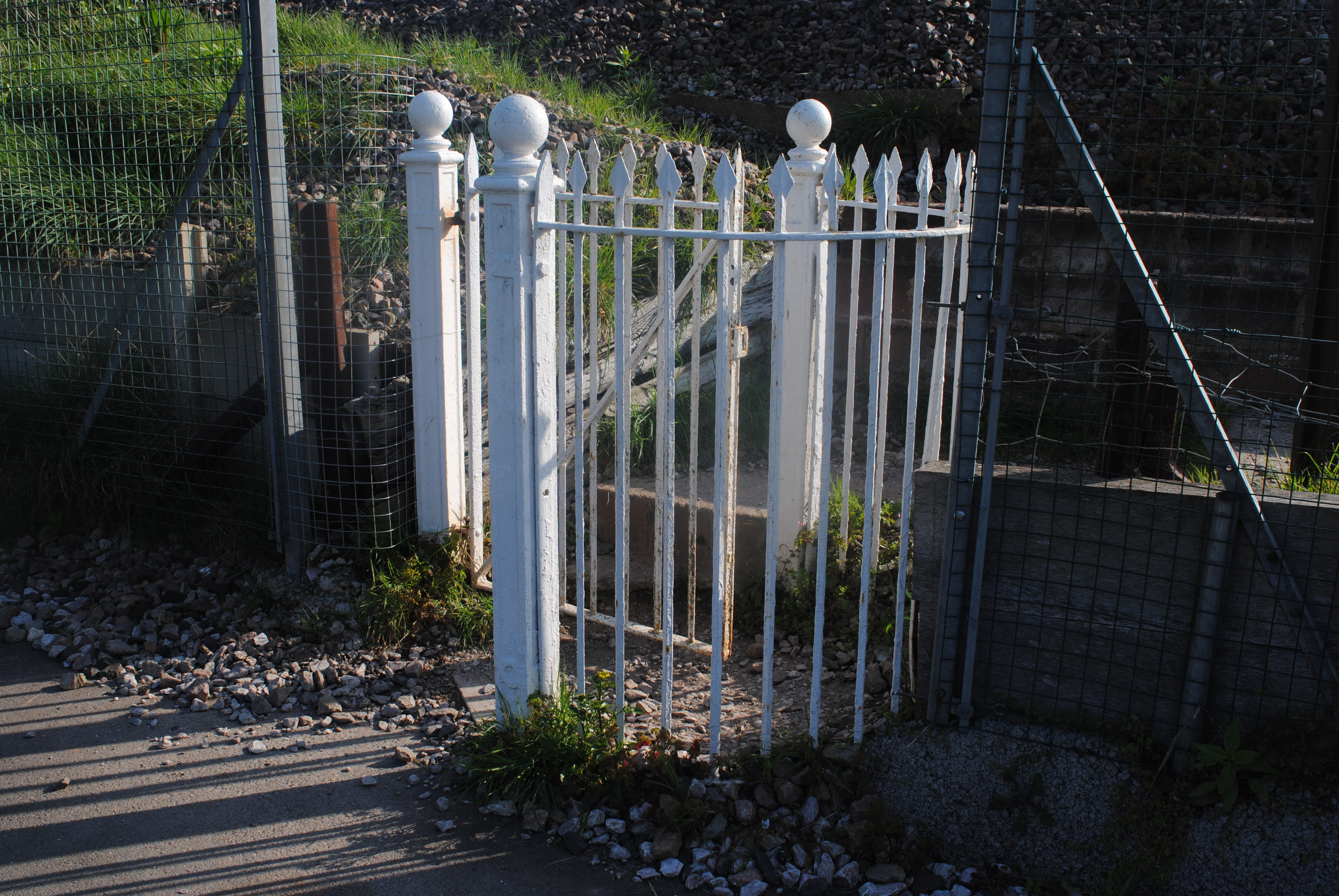
На пешеходном переходе на станции Коквуд-Степс (линия Южный Девон) сохраняются ворота с копьевидной оградой образца GWR

Память о GWR сохраняется несколькими музеями: Swindon Steam Railway Museum на бывшем заводе компании и Didcot Railway Centre, где работает ширококолейный поезд. Некоторые линии GWR превращены в исторические железные дороги: Фондом железной дороги Южного Девона, паровой железной дорогой Пэйнтона и Дартмута, Железной дорогой Западного Сомерсета, Железной дорогой долины Северна и Железной дорогой Глостершира и Уорикшира. На других исторических железных дорогах и в других музеях также есть паровозы и вагоны GWR на ходу или в статической экспозиции.
На многочисленных станциях Network Rail до сих пор наследие GWR сохраняется в использовании. Это не только крупные станции вроде Паддингтонского вокзала (1851 года постройки, расширен в 1915-м) или Бристоль-Темпл-Мидс (1840, 1875 и 1935), но и на станциях Бат-Спа (1840), Торквэй (1878), Пензанс (1879), Труро (1897) и Ньютон-Эббот (1927). Многие небольшие станции мало изменились со времени открытия, потому что пассажиропоток с них не рос, и в изменениях не было нужды. Хорошими примерами являются Яттон (1841), Фром (1850, последний брюнелевский вагонный сарай в использовании Network Rail), Брэдфорд-на-Эйвоне (1857), Сент-Жермен (1859). Даже там, где станции переделывались, часто сохранились знаки, крышки люков, скамейки с логотипом GWR.
Главный ход Great Western в 2006 году выдвигали кандидатурой на статус всемирного наследия ЮНЕСКО, но в 2011 году он был отвергнут. Предложение включало семь мест: станцию Бристоль-Темпл-Мидс с брюнелевскими офисами GWR, залом заседаний совета директоров, вагонным депо, офисами железной дороги Бристоля и Эксетера и мостом через Эйвон; Бат с перегоном от Твертонского тоннеля до Сидней-Гарденс; Миддлхиллский и Самшитовый тоннели; деревню Суиндон и бывший завод компании; Мэйденхедский мост; Уорнклиффский виадук и станцию Паддингтон.

### Паровозы Great Western

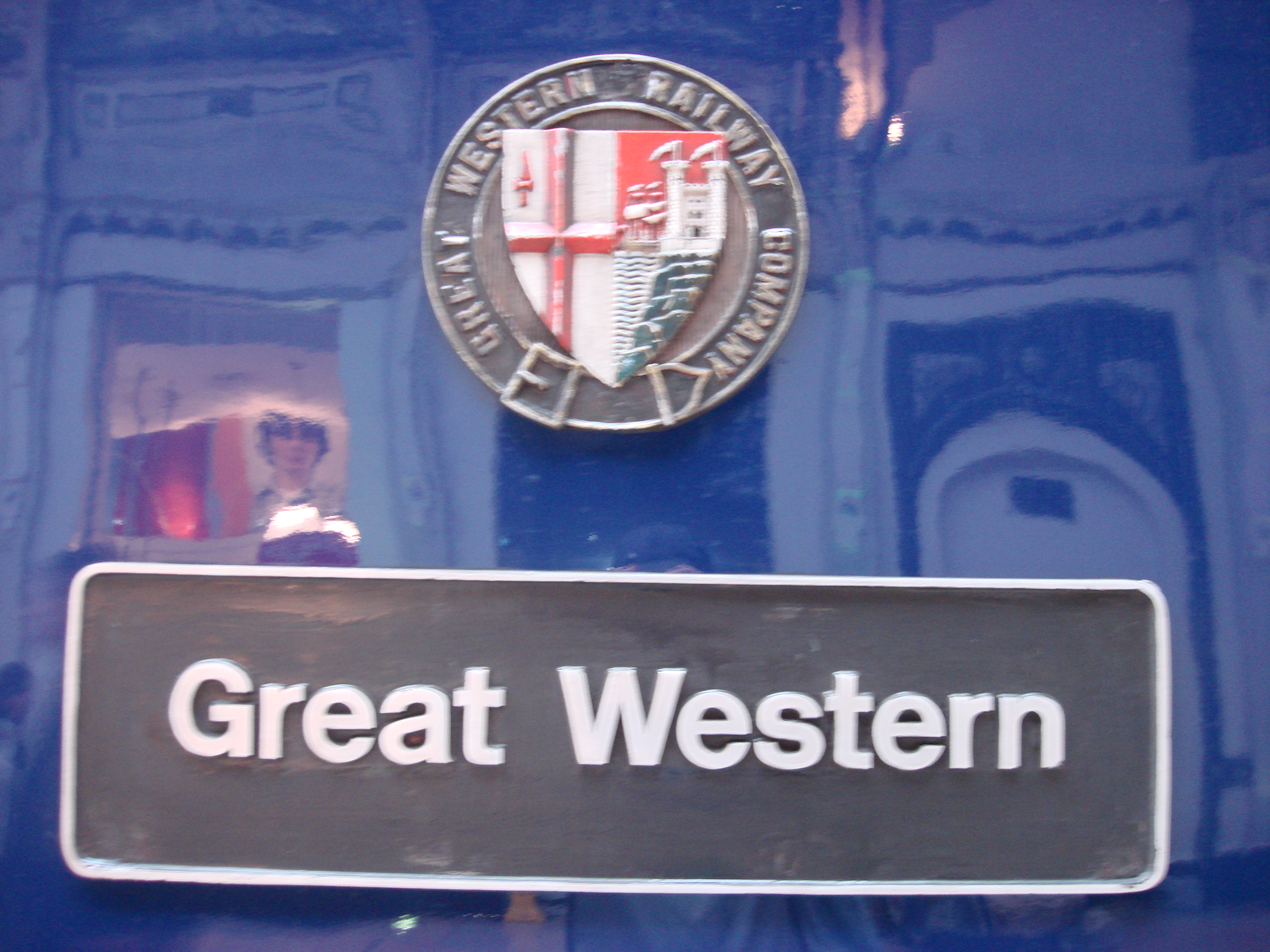
Табличка на первом моторном вагоне GWR № 43185

Имя Great Western носили несколько локомотивов. Первым был ширококолейный Железный герцог 1846 года постройки, первый паровоз, полностью изготовленный на Суиндонском заводе. Он был списан в 1870 году, а имя в 1888 году присвоено новому паровозу того же класса; этот паровоз был списан после отказа от широкой колеи, всего четыре года спустя. Имя перешло к паровозу стандартной колеи 3031 class № 3012. Последним паровозом GWR под этим именем был «Замок» № 7007, сохранивший его и при British Railways.
Имя появлялось на дизельных локомотивах BR: сначала на № 47500 (1979—1991), потом, в 2005 году, присвоено Class 47 № 47815. На 2009 год этот локомотив водил поезда на Ривьеру. Высокоскоростной электропоезд № 43185 современной Great Western Railway также носил это имя до 18 мая 2019 года.

## Известные люди

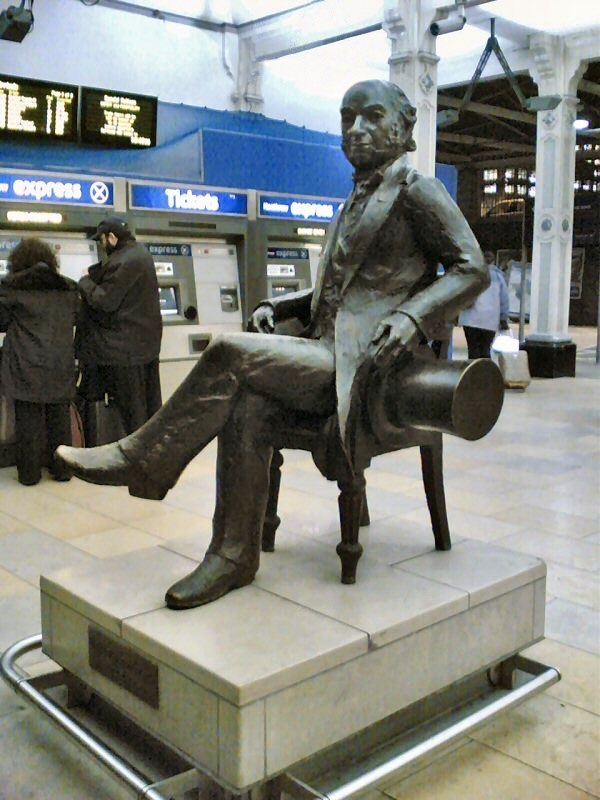
Памятник Изамбарду Кингдому Брюнелю на Паддингтонском вокзале

### Председатели совета директоров
- Бенджамин Шоу (1835–1837)[139]
- Уильям Симс 1837–1839[139]
- Чарльз Рассел 1839–1855[139]
- Спенсер Гораций Уолполь[англ.] 1855–1856[139]
- Уильям Баррингтон, 6-й виконт Баррингтон 1856–1857[139]
- Фредерик Понсонби, 6-й граф Бессборо[англ.] 1857–1859[139]
- Генри Бетти-Фицморис, 4-й маркиз Лэнсдауна[англ.] 1859–1863[139]
- Спенсер Гораций Уолполь 1863[139]
- Ричард Поттер[англ.] 1863–1865[139]
- Дэниел Гуч 1865–1889[139]
- Фредерик Саундерс 1889–1895[139]
- Фредерик Кэмпбелл, 3-я граф Ковдор[англ.] 1895–1905[139]
- Альфред Бодуин[англ.] 1905–1908[139]
- Виктор Спенсер, 1-й виконт Черчилль[англ.] 1908–1934[139]
- Роберт Хорн, 1-й виконт Хорн Сламаннан 1934–1940[139]
- Чарльз Джоселин Хамбро[англ.] 1940–1945[139]
- Уиндем Портал, 1-й виконт Портал[англ.] 1945–1948[139]

### Другие
- Джозеф Армстронг — главный инженер тяги (локомотивный суперинтендант) железных дорог Шрусбери и Честера[англ.] и Шрусбери и Бирмингема[англ.] с 1853 года, ответственный за паровозостроительный завод в Вулвергэмптоне[47]. На следующий год после присоединения этих дорог к GWR он стал паровозным суперинтендантом северного подразделения (1854—1864), затем был в Суиндоне главным инженером тяги (1864—1877)[59].
- Изамбард Кингдом Брюнель — главный инженер GWR (1835—1859) и многих других ширококолейных дорог, которые она поглотила, а также главный инженер Taff Vale Railway[англ.] стефенсоновской колеи. Брюнель был ответствен за выбор трассы дороги и проектировал многие ныне знаковые объекты: Самшитовый тоннель, Королевский альбертовский мост, Мэйденхедский мост, Паддингтонский и Бристольский вокзалы[140].
- Джордж Джексон Чёрчуорд — главный инженер тяги (1902—1921), ввёл унификацию узлов паровозов[80].

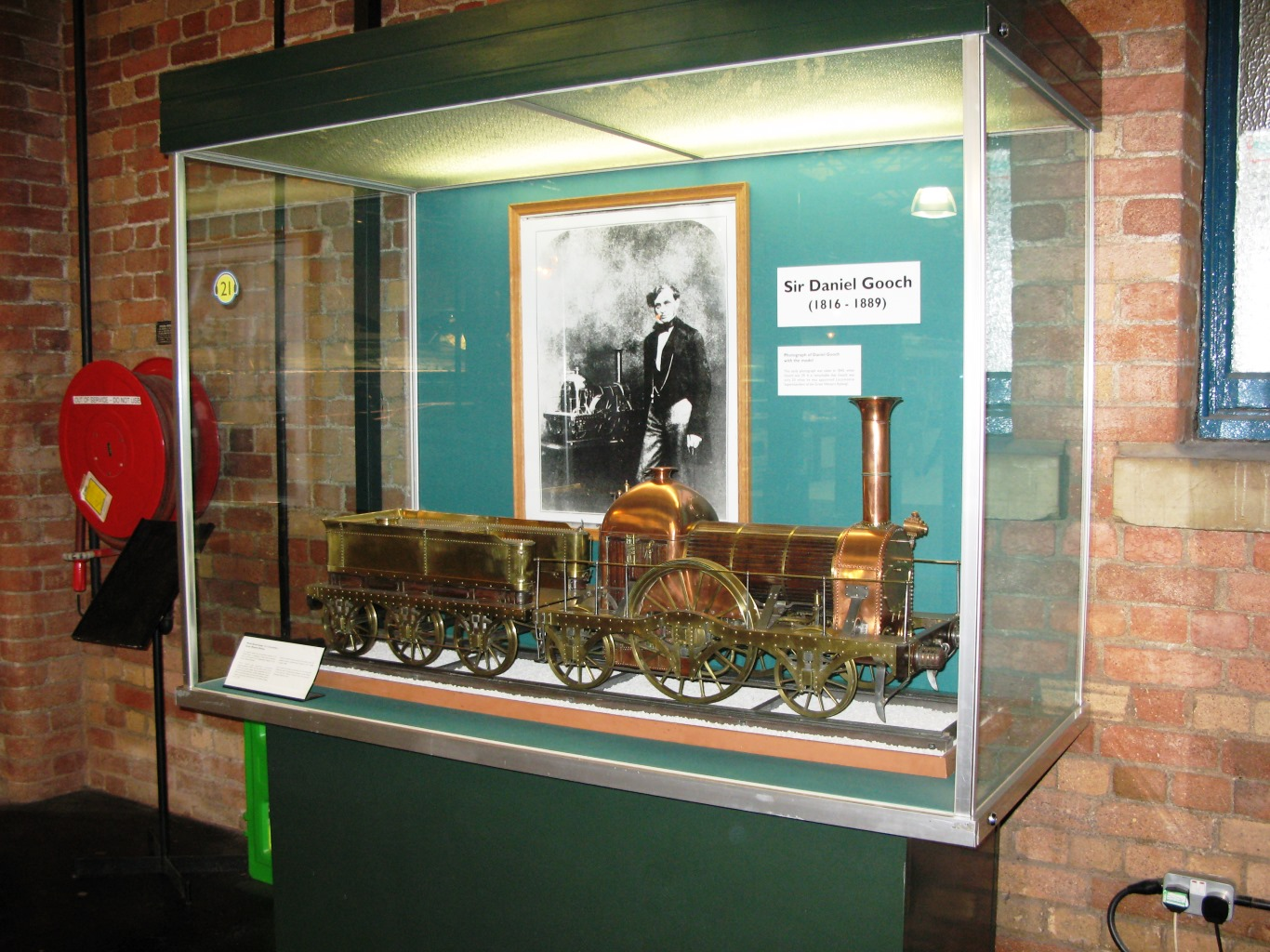
Витрина Дэниела Гуча в Национальном железнодорожном музее

- Дэниел Гуч — первый локомотивный суперинтендант (главный инженер тяги) GWR (1837—1864), председатель совета директоров (1865—1889). Творец успеха ранних локомотивов дороги (таких как Железный герцог) и создатель Суиндонского паровозостроительного завода[141].
- Джеймс Грирсон — управляющий товарным движением (1857—1863), затем общий управляющий (1863—1887). В его время дорога сильно расширилась и начала перешивку колеи[59].
- Фредерик Хоксуорт[англ.] — последний главный инженер тяги GWR (1941—1947)[47].
- Генри Ламберт — общий управляющий (1887—1896), который завершил перешивку колеи в 1892 году[59].
- Джеймс Милн[англ.] — общий управляющий (1929—1947), провёл дорогу через Вторую мировую войну[59].
- сэр Феликс Пол[англ.] — общий управляющий (1921—1929) во время укрупнения дорог в 1923 году, продвигал 20-тонные товарные вагоны для интенсификации угольного бизнеса компании[59].
- Чарльз Спаньолетти[англ.] — суперинтендант по электрическому телеграфу (1855—1892), запатентовавший дисковый блок-телеграф для безопасного пропуска поездов по блок-участкам. Впервые он был применён на Metropolitan Railway[англ.] в 1863 году и на Бристольской и Южноуэльской соединительной дороге[англ.] в 1864-м, позднее широко использовался на многих линиях компании[59].